# Царица Савская
Царица Са́вская (ивр. מלכת שְׁבָא‎, Малка́т Шва́, перс. ملكة سبأ‎, Малика́т Са́ба, древнеэфиоп.ንግሥተ ሳባ, Ниги́ста Са́ба), X век до н. э. — легендарная правительница аравийского царства Саба (Шеба), чей визит в Иерусалим к царю Соломону описан в Библии.
Имя этой правительницы в Библии не упоминается. В более поздних арабских текстах она зовётся Балкис (Билкис, европеизир. — Балкида), в эфиопских легендах — Македа, в европейской литературе, вслед за Иосифом Флавием, встречается имя Никаула (рус. Никавля). В массовой англоязычной культуре название её страны, Шеба, иногда ошибочно принимается за личное имя.
Хотя историческое существование царицы не доказано, её образ оказал значительное влияние на фольклор и литературу многих народов Европы, Северной Африки и Ближнего Востока.

## В Священных Писаниях

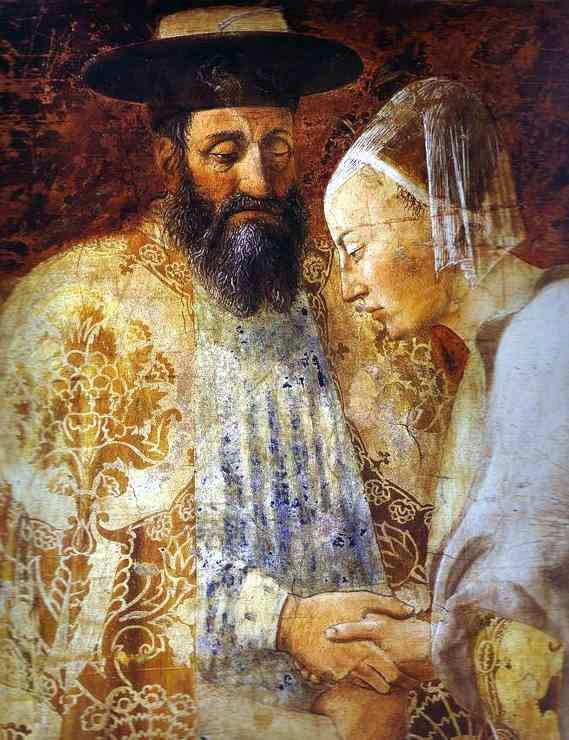
«Встреча Соломона и царицы Савской».
Фреска Пьеро делла Франческа, Базилика Сан-Франческо в Ареццо

### В Ветхом Завете
История царицы Савской в Библии тесно связана с израильским царём Соломоном. Согласно библейскому повествованию, царица Савская, узнав о мудрости и славе Соломона, «пришла испытать его загадками». Её визит описан в 10-й главе Третьей книги Царств (I Царей), а также в 9-й главе Второй книги Паралипоменон (II Хроник).

И пришла она в Иерусалим с весьма большим богатством: верблюды навьючены были благовониями и великим множеством золота и драгоценными камнями; и пришла к Соломону и беседовала с ним обо всём, что было у неё на сердце. И объяснил ей Соломон все слова её, и не было ничего незнакомого царю, чего бы он не изъяснил ей.

И увидела царица Савская всю мудрость Соломона и дом, который он построил, и пищу за столом его, и жилище рабов его, и стройность слуг его, и одежду их, и виночерпиев его, и всесожжения его, которые он приносил в храме Господнем. И не могла она более удержаться и сказала царю: верно то, что я слышала в земле своей о делах твоих и о мудрости твоей; но я не верила словам, доколе не пришла, и не увидели глаза мои: и вот, мне и в половину не сказано; мудрости и богатства у тебя больше, нежели как я слышала. Блаженны люди твои и блаженны сии слуги твои, которые всегда предстоят пред тобою и слышат мудрость твою! Да будет благословен Господь Бог твой, Который благоволил посадить тебя на престол Израилев! Господь, по вечной любви Своей к Израилю, поставил тебя царём, творить суд и правду. 

И подарила она царю сто двадцать талантов золота и великое множество благовоний и драгоценные камни; никогда ещё не приходило такого множества благовоний, какое подарила царица Савская царю Соломону.
— 3Цар. 10:2—10
В ответ Соломон также одарил царицу, дав «всё, чего она желала и чего просила». После этого визита, согласно Библии, в Израиле началось небывалое процветание. В год к царю Соломону приходило 666 талантов золота (2Пар. 9:13). В этой же главе описывается роскошь, которую смог позволить себе Соломон. Он сделал себе престол из слоновой кости, обложенный золотом, великолепие которого превосходило любой другой престол того времени. Кроме того, Соломон сделал себе 200 щитов из кованного золота, и все сосуды для питья во дворце и в Храме были золотыми. «серебро во дни Соломона вменялось ни во что» (2Пар. 9:20) и «превзошел царь Соломон всех царей земли богатством и мудростью» (2Пар. 9:22). После этого визита многие цари также желали визита к царю Соломону (2Пар. 9:23).
Страна Сава упоминается также в книгах пророков Исайи, Иеремии, Иезекииля, а также в книге Иова и Псалмах.

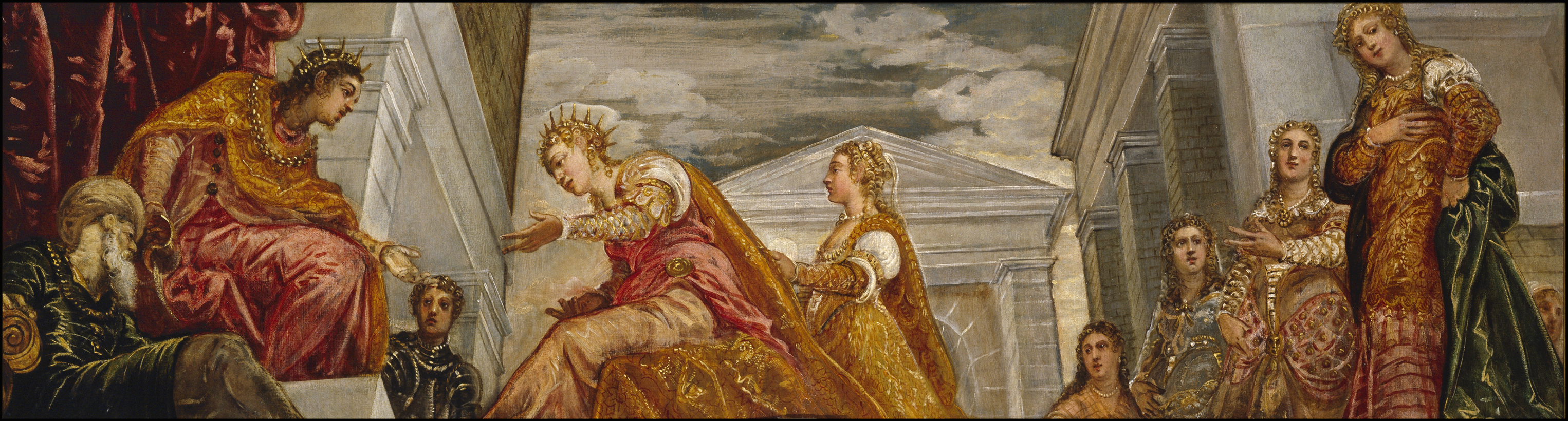
«Соломон и царица Савская», картина Тинторетто, ок. 1555, Прадо

#### Комментарии
Среди еврейских комментаторов Танаха существует мнение, что библейский рассказ следует толковать в том смысле, что Соломон вступил в греховную связь с царицей Савской, в результате чего сотни лет спустя был рождён Навуходоносор, разрушивший Храм, построенный Соломоном. (В арабских легендах она уже его непосредственная мать).
Согласно же Талмуду, историю о царице Савской следует считать аллегорией, а слова «מלכת שבא» («царица Савская») трактуются как «מלכות שבא» («царство Савское»), покорившееся Соломону.

### В Новом Завете
В Новом Завете царица Савская именуется «царицей южной» и противопоставляется тем, кто не желает внимать мудрости Иисуса: «Царица южная восстанет на суд с людьми рода сего и осудит их, ибо она приходила от пределов земли послушать мудрости Соломоновой; и вот, здесь больше Соломона» (Лк. 11:31), аналогичный текст приводится и у Матфея (Мф. 12:42).
Феофилакт Болгарский в своём толковании Евангелия от Луки пишет: «под „царицей южной“ разумей, пожалуй, и всякую душу, сильную и постоянную в добре». Указывают, что значение этой фразы таково — в Судный день царица (вместе с упомянутыми ниже у Луки язычниками-ниневитянами, уверовавшими благодаря Ионе) восстанет и осудит иудеев эпохи Иисуса, потому что они имели такие возможности и привилегии, которых не имели эти уверовавшие язычники, но отказались принять их. Как отмечал Иероним Стридонский, осудят не по власти произносить приговор, но по превосходству в сравнении с ними. Превосходство ниневитян и царицы Савской над неуверовавшими современниками Христа подчёркивает и Иоанн Златоуст в своих «Беседах на книгу Матфея»: «потому что они поверили меньшему, а иудеи не поверили и большему».

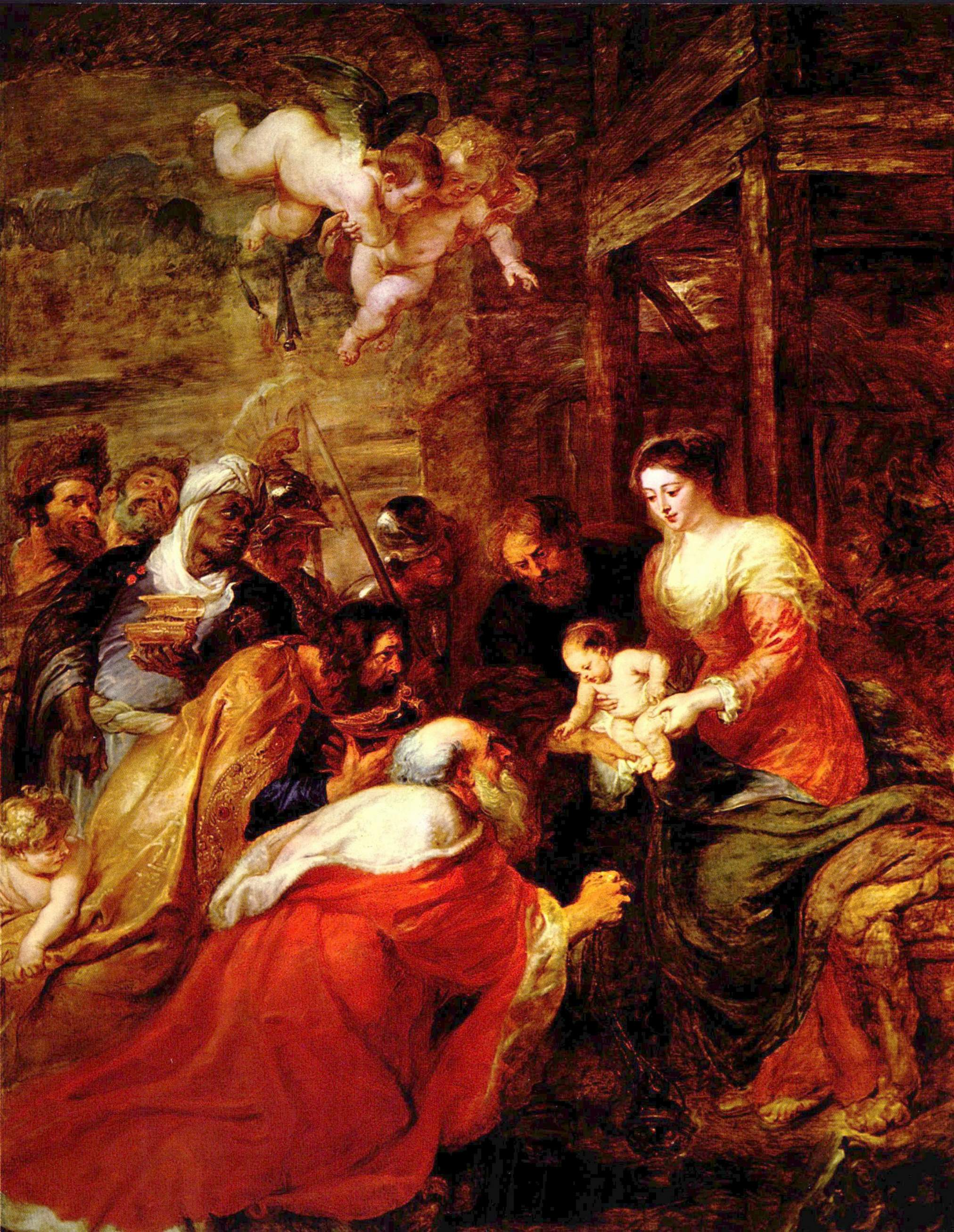
«Поклонение волхвов», картина Рубенса

Также ей была предана роль «приносящей души» далёких языческих народов. Исидор Севильский писал: «Соломон воплощает образ Христа, который воздвиг дом Господень для небесного Иерусалима не из камня и дерева, а из всех святых. Царица с Юга, которая пришла услышать мудрость Соломона, должна пониматься, как церковь, пришедшая из самых дальних границ мира, чтобы услышать голос Бога».
Ряд христианских авторов считает, что приезд царицы Савской с дарами к Соломону является прообразом поклонения волхвов Иисусу Христу. Иероним Блаженный в своём толковании на «Книгу пророка Исайи» даёт следующее объяснение: как царица Савская пришла в Иерусалим послушать мудрости Соломона, так и волхвы пришли к Христу, который есть Божия премудрость.
Это трактовка во многом основывается на ветхозаветном пророчестве Исайи о поднесении даров Мессии, где он также упоминает страну Сава, и сообщает о дарах, аналогичных преподнесённым царицей Соломону: «Множество верблюдов покроет тебя — дромадеры из Мадиама и Ефы; все они из Савы придут, принесут золото и ладан и возвестят славу Господа» (Ис. 60:6). Новозаветные волхвы также преподнесли младенцу Иисусу ладан, золото и мирру. Родство этих двух сюжетов даже подчёркивалось в западноевропейском искусстве, например, их могли помещать на одном развороте манускрипта, напротив друг друга (см. раздел В изобразительном искусстве).

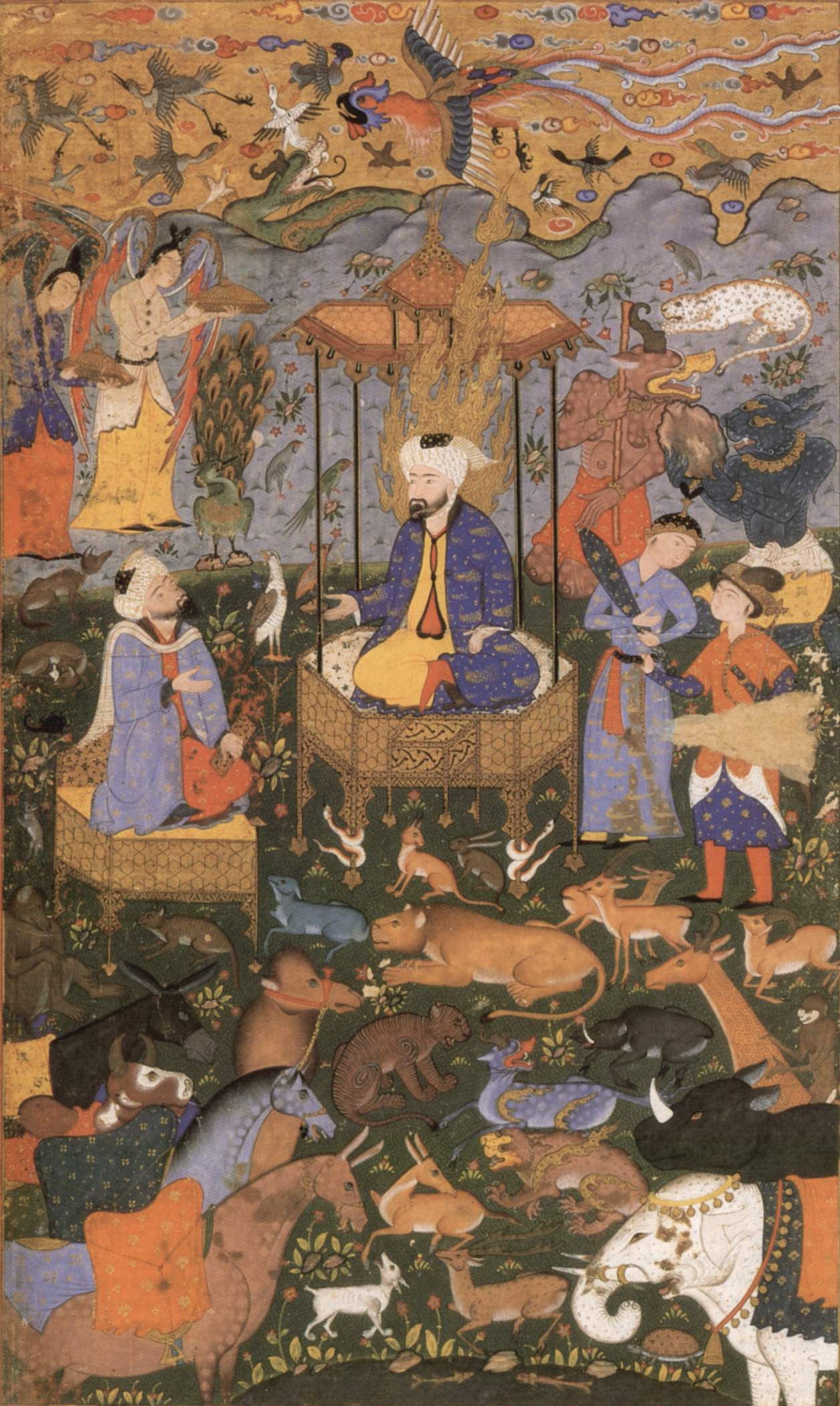
«Соломон на троне среди зверей». Персидская миниатюра XVI в.

### В Коране
В 27-й суре Корана «Муравьи» содержится арабское повествование о пророке Сулеймане (Соломоне) и царице Савской. Кроме того, в исламском фольклоре существуют несколько версий легенд про царицу Савскую, называемой там именем Балкис (Билкис).
Согласно мусульманской традиции Соломон узнаёт от птицы худ-худ (удода), о существовании царицы Балкис — правительницы сказочно богатой страны Саба, восседающей на троне из золота, украшенном драгоценными камнями, и поклоняющейся солнцу. Он пишет ей письмо со словами: «От слуги Бога, Соломона, сына Давида, (к) Балкис, Царице Шебы. Во Имя Бога всемилостивого. Мир да пребудет с тем, кто следует по пути истины. Не восставайте на меня, но придите и предайтесь мне». Письмо передаёт царице та же птица, что рассказала Соломону о её царстве.
Получив письмо, Балкис испугалась возможной войны с Соломоном и послала ему богатые дары, которые он отверг, сказав, что пошлёт войска, захватит её города и выгонит их жителей с позором. После этого Балкис решила сама приехать к Соломону, выразив этим свою покорность.

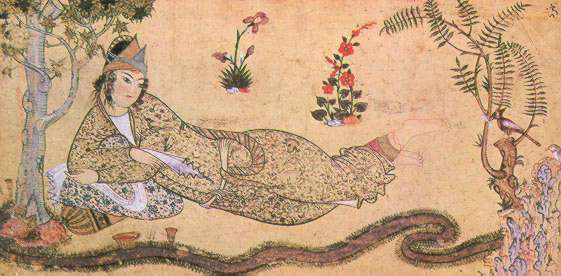
«Царица Билкис и удод».
Персидская миниатюра, ок. 1590—1600

Перед отъездом она заперла свой драгоценный трон в крепости, но Соломон, повелитель джиннов, с их помощью перенёс его в Иерусалим и, изменив его внешний вид, показал царице с вопросом: «Так ли выглядит трон твой?» Балкис смогла узнать его, и была приглашена во дворец, построенный Соломоном специально для неё. Пол в нём был сделан из стекла, под которым в воде плавали рыбы (в другом русском переводе она приняла за воду пол во дворце, сделанном из хрусталя). Балкис, войдя во дворец, испугалась и, решив, что ей надо будет идти по воде, подняла подол своего платья, оголив голени. После этого она произнесла:
Господи! Воистину, я нанесла урон самой себе, ныне же вместе с Сулайманом предаюсь Аллаху, Господу обитателей миров.
Таким образом она признала всемогущество Сулеймана и его Бога и приняла Ислам.
Комментаторы Корана трактуют эпизод с прозрачным полом во дворце Соломона, как уловку царя, желавшего проверить слух о том, что ноги Балкис покрыты шерстью, как у осла. Ахмад ас-Салаби и Дж. аль-Махалли приводят версию, что всё тело Балкис было покрыто шерстью, а ноги имели ослиные копыта — что свидетельствовало о её демонической природе, таким образом разоблачённой царём (см. раздел Ноги царицы Савской).
Комментатор Корана Дж. ас-Суюти утверждает, что Соломон хотел жениться на Балкис, но его смущала шерсть на её ногах. Другой комментатор — Аль-Байдави пишет, что неизвестно, кто стал мужем Балкис, и предполагает что им мог быть один из вождей племени хамдан, которому отдал её руку царь.

## В легендах

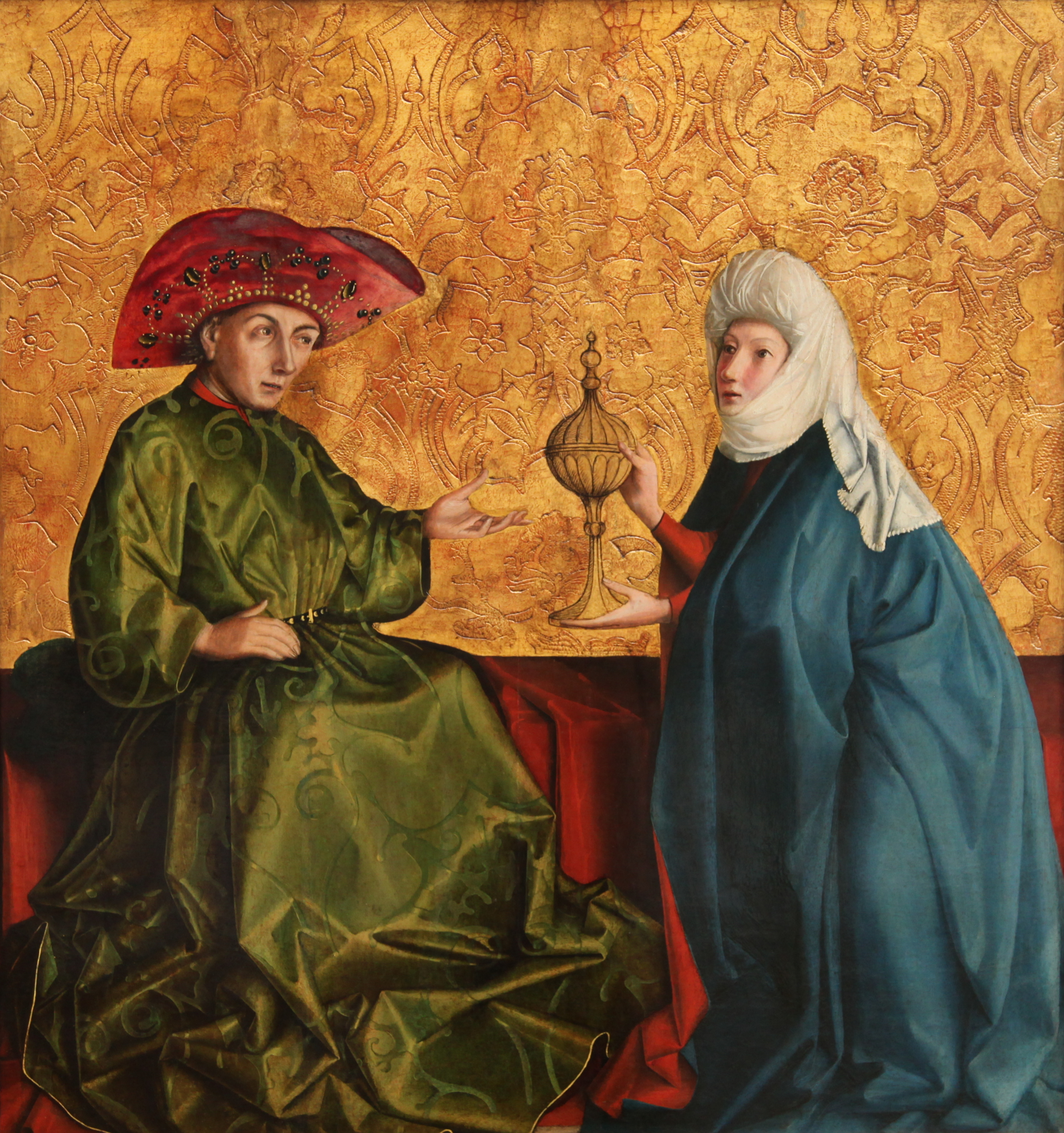
«Соломон и царица Савская», картина Конрада Вица

### Соломон и царица Савская
В библейском тексте нет ни слова о предполагаемой любовной связи Соломона и царицы Савской. Но подобная связь описывается в легендах. Из Библии известно, что у Соломона было 700 жён и 300 наложниц (3Цар. 11:3), в число которых некоторые легенды включают и царицу Савскую.

#### Еврейские предания
В иудейской традиции существует немалое количество легенд на эту тему. Встреча Соломона и царицы Савской описывается в аггадическом мидраше «Таргум Шени» к «Книге Эсфирь» (к.VII — нач.VIII веков), экзегетическом «Мидраше Мишлей» к «Книге Притчей Соломоновых» (ок.IX века), содержание которого повторяется в сборнике мидрашей «Ялкут Шимони» к «Паралипоменон» (Хроникам) (XIII век), а также йеменском манускрипте «Мидраш Ха-хефец» (XV век). Историю царицы можно разделить на три части — первые две: «о послании к царице и удоде» и «о стеклянном поле и голенях царицы» в большинстве деталей совпадают с рассказом Корана (VII век); третья развивает тему встречи Соломона с царицей Савской и её загадок из лаконичного упоминания Библии в обширный и детализированный рассказ.
Как гласит еврейское предание, будучи повелителем зверей и птиц, Соломон однажды собрал их всех. Отсутствовал лишь удод (или «петух Бар»). Когда, наконец, его разыскали, он рассказал им о неком чудесном городе Киторе, где на троне восседает царица Савская:
Прах этой земли ценнее золота; серебро же, что мусор, на улице валяется. Деревья, там растущие, посажены ещё в первые дни творения и орошение получают от вод эдемских. Дружин множество имеется в той стране, и воины носят венцы на головах, но войну вести не обучены и даже стрелять из лука не умеют.
Заинтересовавшийся Соломон послал птицу в сопровождении огромной птичьей свиты в Савскую землю с посланием к царице. Когда правительница вышла совершать религиозный обряд поклонения солнцу, как это светило затмила прилетевшая стая, и страну покрыли сумерки. Поражённая невиданным зрелищем царица разорвала свои одежды. В это время к ней подлетел удод, к крыльям которого было привязано письмо от Соломона. Оно гласило:

От меня, царя Соломона. Мир тебе и мир вельможам твоим!
Ведомо тебе, что Господь царём-властелином поставил меня над зверями полевыми, над птицами небесными, над бесами, оборотнями, дьяволицами, и все цари Востока и Запада, Полудня и Полуночи приходят на поклон ко мне. Так вот, придёте вы по доброй воле с приветом ко мне и приму я тебя, царица, с почётом превыше всех царей пребывающих пред лицом моим; буде же не пожелаете и не придёте Соломона? Было бы ведомо вам: цари эти — звери полевые, колесницы — птицы небесные; духи, бесы и дьяволицы — легионы те, что задушат вас на ложах в жилищах ваших, а звери полевые на полях растерзают вас и птицы небесные склюют мясо с костей ваших.

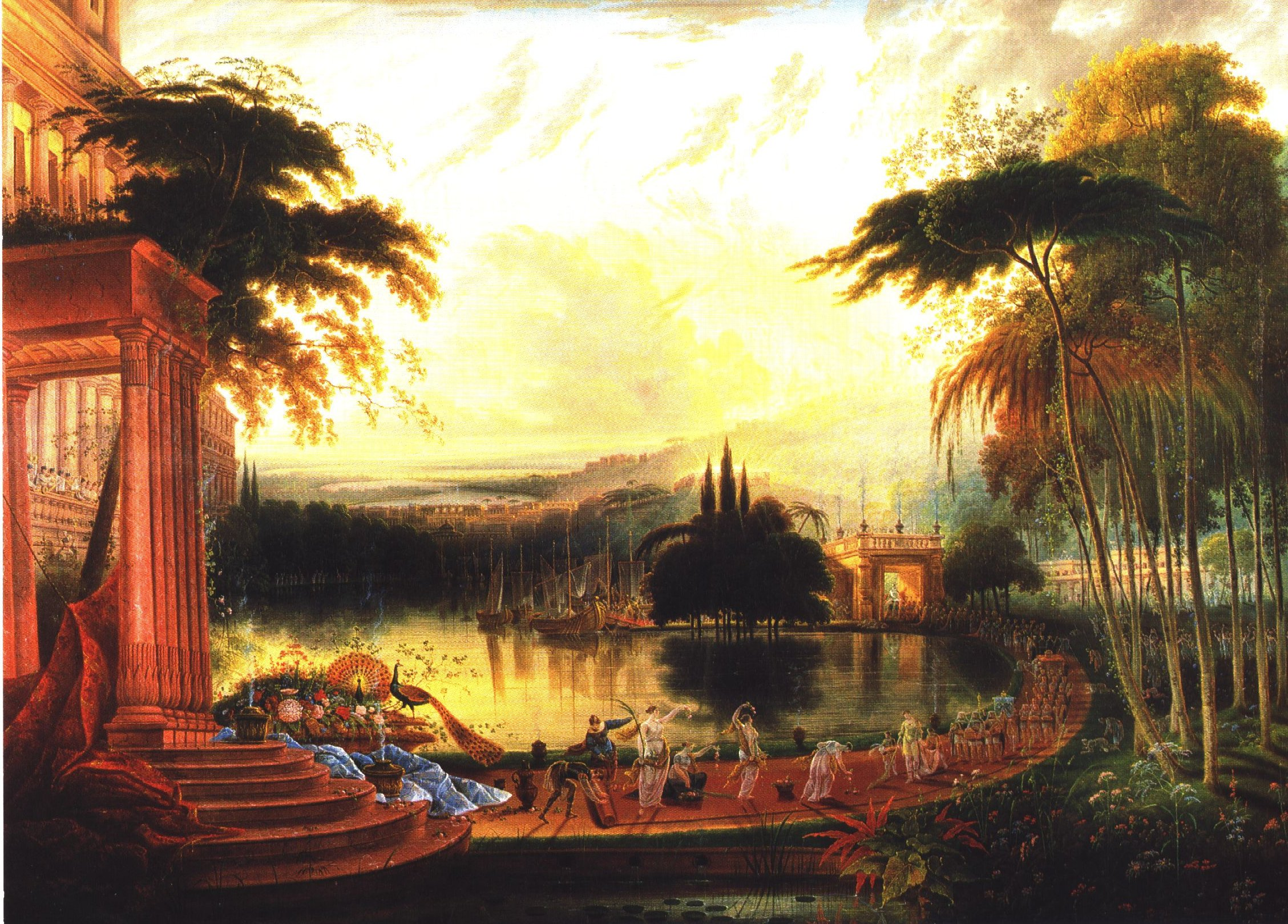
«Прибытие царицы Савской», картина Самуэля Коулмена

Прочитав письмо, царица разорвала оставшуюся одежду. Её советники рекомендовали ей не ездить в Иерусалим, однако она захотела увидеть такого могущественного повелителя. Загрузив корабли дорогостоящей древесиной кипариса, жемчугом и драгоценными камнями, она отправляется в путь, и достигает Израиля за 3 года (вместо обычных для этого расстояния 7 лет).
Согласно «Таргум Шени» к «Книге Эсфирь», царь Соломон принял царицу Савскую в тронном зале своего дворца, имевшем стеклянный пол. Ступив на него, царица решила, что трон стоит в воде, и машинальным движением приподняла край своего платья, чтобы не намочить его. Таким образом, Соломон смог увидеть её ноги, которые оказались поросшими густыми волосами, и негалантно произнёс: «Красота твоя — красота женщины, а волосы — волосы мужчины. У мужчины красиво это, а у женщины изъяном почитается».
В «Алфавите Бен-Сиры», где впервые рассказывается о любовной связи Соломона с царицей Савской, сказано, что волосами было покрыто всё тело царицы. Царь приказывает своим придворным знахарям изготовить мазь для удаления волос ради удобства удовлетворения своего плотского желания.

#### Эфиопские легенды
Одна из легенд о царице Савской содержится в эфиопской книге «Кебра Негаст» («Книга о Славе Царей»), самая ранняя рукопись которой датируется XII веком.  В этой книге содержатся легенды о происхождении династии эфиопских правителей от царя Соломона и царицы Савской. (О позднем происхождении «Кебра Негаст» свидетельствует то, что в 32-й главе царица Савская отождествляется с царицей Кандакией, упоминаемой в Новом Завете в качестве Царицы эфиопов (Деян. 8:27). Но согласно комментариям к Новому Завету Уильяма Баркли Кандакия — не столько имя, сколько титул, который носили все царицы Эфиопии). Согласно данному тексту её именем было Македа («Огненная»). Возможно, в его основу легло новозаветное наименование царицы Савской царицей южной.

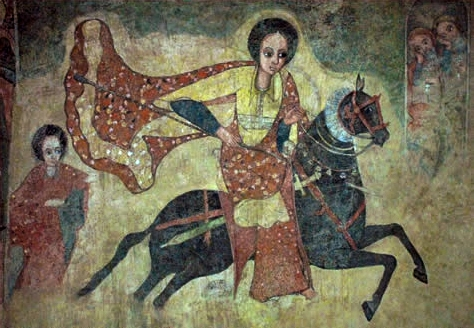
Царица Савская скачет в Иерусалим. Эфиопская фреска

Царица Савская была красивой, блистательной и умной женщиной, (при этом, однако, ничего не сообщается о её происхождении и семье). Она, как и в библейском повествовании, прибыла в Иерусалим, чтобы побеседовать с Соломоном, о славе и мудрости которого она была наслышана от купца Тармина.
По её прибытии Соломон «оказал великие почести ей и возрадовался, и дал обиталище ей в своём царском дворце с собой рядом. И посылал он ей пищу для трапезы утренный и вечерней», а однажды «возлегли они вместе» и «спустя девять месяцев и пять дней как разлучилась она с Царём Соломоном… детородные муки объяли её, и породила дитя она мужеска пола». Причём в рассказе присутствует мотив сексуального злоупотребления — царь гарантирует ей, что не возьмет её силой, в обмен на обещание не забирать ничего из его имущества, однако вызывает у неё жажду солеными кушаньями, и царица выпивает воды, после чего Соломон обвиняет её в нарушении клятвы и также нарушает свою. В аксумитской легенде, другом варианте этого рассказа, царица прибывает в Иерусалим со служанкой, обе переодетые в мужчин, и царь догадывается об их поле по тому, как они мало едят за обедом, а ночью видит их лакомящихся мёдом, и овладевает обеими.
Македа дала сыну имя Байна-Лехкем (варианты — Уольдэ-Таббиб («сын мудреца»), Менелик, Меньелик) и, когда тот достиг двенадцати лет, рассказала ему о его отце. В 22 года Байна-Лехкем «стал … искусен во всем искусстве военном и конном, а также в охоте и устроении западней для диких животных, и во всем, чему юношей учат по обыкновению. И сказал он Царице: „Пойду я взглянуть на лицо отца моего, и вернусь я сюда, коли будет на то Воля Бога, Господина Израилева“». Перед отъездом Македа дала юноше перстень Соломона, чтобы тот смог узнать своего сына и «вспомнить слово её и завет её, что она заключила».
По приезде Байна-Лехкема в Иерусалим, Соломон признал того своим сыном и ему были оказаны царские почести:

И обратился Царь Соломон к тем, которые возвестили о прибытии юноши, и сказал им: «Вы говорили, „похож на тебя он“, но это стать не моя, но стать Давида, отца моего, во дни его раннего мужества, меня же он много красивей». И Царь Соломон восстал в полный рост, и прошёл в покои свои, и облачил он юношу в одеянье из ткани золотом вышитой, и в пояс из золота, и укрепил корону на голове его, и кольцо на персте его. И нарядив его в великолепное одеянье, взоры чарующее, он усадил его на престоле/троне своем, так что бы он пребывал в положении равном ему (самому).— «Слава царей» (Kebra Nagast). Главы 33-61

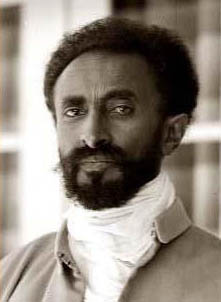
Хайле Селассие I, последний император Эфиопии, считающийся последним из династии Соломонидов

Согласно «Кебра Негаст», Байна-Лекхем вернулся на родину к своей матери вместе с первенцами иудейской знати и вывез из Иерусалимского храма Ковчег Завета, который по утверждениям эфиопов, до сих пор находится в Аксуме в соборе Святейшей Девы Марии Сиона. После возвращения сына царица Макеба отказалась от престола в его пользу, и тот устроил в Эфиопии царство по подобию израильского, введя в стране иудаизм в качестве государственной религии и отказавшись от наследования по женской линии, а уставив патриархат. До настоящего времени в Эфиопии сохранилась община «фалашей» — эфиопских евреев, которые считают себя потомками иудейской знати, переселившейся в Эфиопию вместе с Байна-Лекхемом. «Кебра Негаст» утверждает, что Менелик был первенцем Соломона, его старшим сыном, и поэтому Ковчег (и благодать, прежде пребывавшую над народом Израильским) увёз по праву первородства.
Царская династия эфиопских царей Соломонидов, основанная Байна-Лекхемом, правила страной до конца X века, когда была свергнута легендарной фалашской воительницей Эстер (или Юдит). Как гласит официальная история, древняя линия, тем не менее, тайно продолжалась, и была восстановлена на троне в 1270 царём Йеконо Амлаком. Последний император Эфиопии Хайле Селассие I относил себя к династии Соломонидов и считал себя 225-м потомком царицы Савской.
Существует народная легенда, рассказывающая о том, что от служанки царицы, с которой Соломон также возлёг, у него родился сын Заго, который вырос вместе с Менеликом и был глуповатым, ограниченным, а также выполнял постоянную функцию «мальчика для битья», антагониста героя-эфиопского царя.

#### В арабской литературе
История царицы в арабской литературе обрастает деталями. Историограф ас-Салаби в «Истории пророков» рассказывает о настоящем заговоре, привёдшем к испытанию царицы стеклянным полом: двое злых джиннов, испугавшись, что Соломон может жениться на Билкис, решили очернить перед ним её доброе имя, рассказав царю: «Билкис, правда, разумна, но у неё вместо стоп ослиные копыта, а также волосатые икры, потому что её мать происходила из джиннов». Кроме того, ас-Салаби рассказывает о том, как она вступила на престол: после смерти её отца часть народа отказалось признать женщину правительницей и выбрало государем мужчину. Страна раскололась на два лагеря, а конкурент со временем показал себя тираном. Тогда царица отправила к нему сватов, предложив таким образом соединить обе стороны, а на брачном пиру отрубила опьянённому жениху голову (ср. история Юдифи и Олоферна). Говоря о происхождении царицы из рода джиннов, ас-Салаби ссылается на Ибн Маймуна и Абу Хурайру, утверждая, что последний основывался на свидетельстве пророка Мухаммеда, хотя в канонических текстах таких свидетельств нет. Абу Али Балами, визирь сасанидского султана Мансура (X век), рассказывает, что её отец был князем, а мать — пери.
В XII веке арабский летописец Нашван аль-Химьяри создал произведение под названием «Химьяритская книга царей», которая являлась романизированной генеалогией савейских царей. Там правительница зовётся Билкис и имеет своё собственное место в родословном древе — её мужем является савейский князь Ду Таба (другое имя Манхен-эль), а отец носит имя Хадхад и является потомком дома царей Тобба, воплощавших героическую эпоху савейской истории (его предшественники дошли до Индии и Китая с отрядами солдат-савейцев, от которых, по преданию, произошли тибетцы). Потомком Билкис является царь Асад. В данном тексте прослеживается ностальгия по величию прошлого, а также интонация тщеты всего сущего. Также там фигурирует рассказ о волшебном происхождении царицы: её отец, отправившись на охоту, заблудился, преследуя газель, и попал в волшебный город, населённый духами, во владении царя Талаб-ибн-Сина. Газель превратилась в дочь царя, Харуру, и вышла замуж за Хадхада. Исследователи отмечают связь персонажей этого сюжета с доисламскими звериными культами Аравии: отец царицы Хадхад близок к птице удоду (Худхуду), дед Талаб — с III в. до н. э. известен как связанное с луной божество, чьё имя переводится как «горный козел», а мать прямо является газелью-оборотнем.

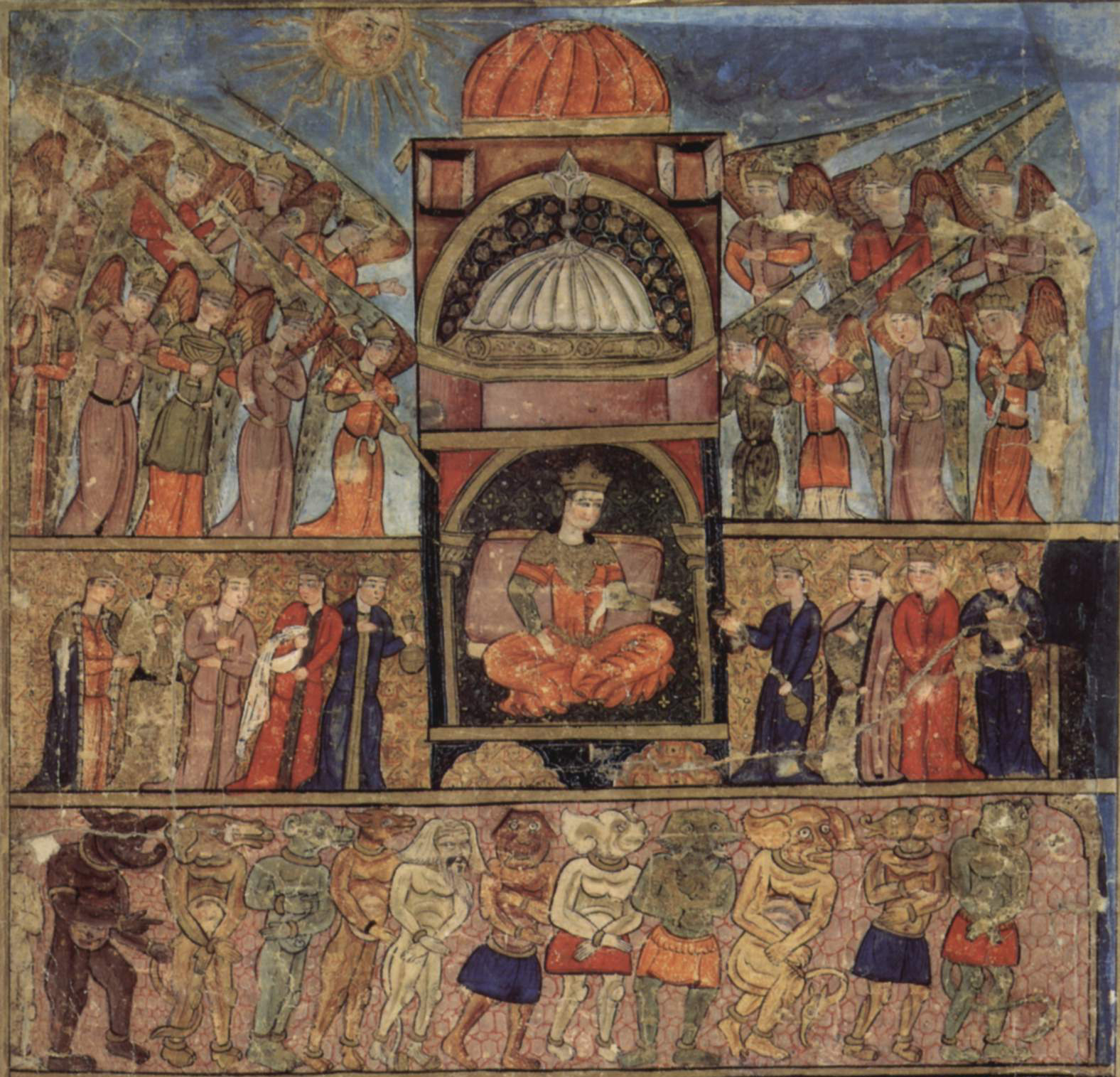
«Соломон и царица Савская», деталь. Османский мастер, XVI в.

В народном романе «Семь тронов» персидского писателя Джами в главе «Salaman va Absal» присутствует небольшое эссе на тему неверности женщин, и царица Савская признается в свободном взгляде на половые отношения: «Никогда, ни ночью, ни днём, не пройдёт мимо меня юноша, кому бы я вслед страстно не посмотрела». А Низами осуждает дурные привычки Сулеймана и Билкис, рассказывая об их женитьбе и рождении парализованного ребёнка, который мог быть исцелён лишь при условии, что царственная чета откроет Аллаху свои тайные желания. Царица признаётся, что хочет обмануть своего супруга, а царь — в том, что несмотря на огромные богатства, вожделеет чужие богатства. Мораль сочинения — получение спасения после исповеди.
Персидский писатель и мистик Джелаледдин Руми (XIII век) в 4-й книге «Месневи» (поэтического комментария к Корану) повествует о визите царицы с огромным богатством, которое кажется ничтожным по сравнению с владениями Сулеймана. Основная мысль — настоящий подарок состоит в почитании Аллаха, а не в золоте, поэтому Сулейман ждёт от царицы в качестве подарка «её чистое сердце». А персидский поэт Хафиз, наоборот, создаёт эротически-мирской образ Билкис.
В некоторых арабских текстах имя царицы — не Билкис, а Балмака, Ялмака, Ялааммака, Иллумку, Алмака и т. д.

### Загадки царицы Савской

#### В еврейской традиции
Царица Савская, несмотря на не очень учтивый приём Соломона, стремится выполнить свою миссию. Она предлагает царю загадки: «Отгадаешь — я признаю мудрецом тебя, не отгадаешь — я буду знать, что человек ты самый обыкновенный».
Список загадок, частично пересекающихся друг с другом, содержится в нескольких еврейских источниках:
- «Таргум Шени» к «Книге Эстер» — содержит 3 загадки;
- «Мидраш Мишлей» («Мидраш к Книге Притч»), а также «Ялкут Шимони» к «Паралипоменон» — содержат 4 загадки;
- «Мидраш Ха-хефец» (йеменский манускрипт, хранящийся в Британском музее) — содержит 19 загадок[38].

Согласно «Таргум Шени», вопросы царицы Савской были следующими:
1. «Колодезь деревянный, ведро железное, черпает камни, выливает воду. Что это?» — «Сурьмило» (Сурма). (Трубка сурьмила делалась из тростника, ручка-насос — из металла. Самое вещество для подкрашивания бровей и окрашивания глазного яблока представляло минералогический выплав; попадая в глаз, вызывало усиленное действие слезоточников)
2. «Из земли исходит, землёю питается, льётся как вода, а разливает свет. Что это?» — «Нефть».
3. «Буря ходит по верхушкам его и стонет, и вопит горестно; глава его словно тростник; для богатых почёт, а для бедняков — позор; для мёртвых почёт, а для живых — позор; птицам радость, а рыбам горе. Что это?» — «Лён». (Из льна шьётся как одежда для богатых, так и грубая одежда бедняков, саван для умерших и верёвка для виселицы. Семена льна служат кормом для птиц и из льна изготавливают рыбацкие сети.)

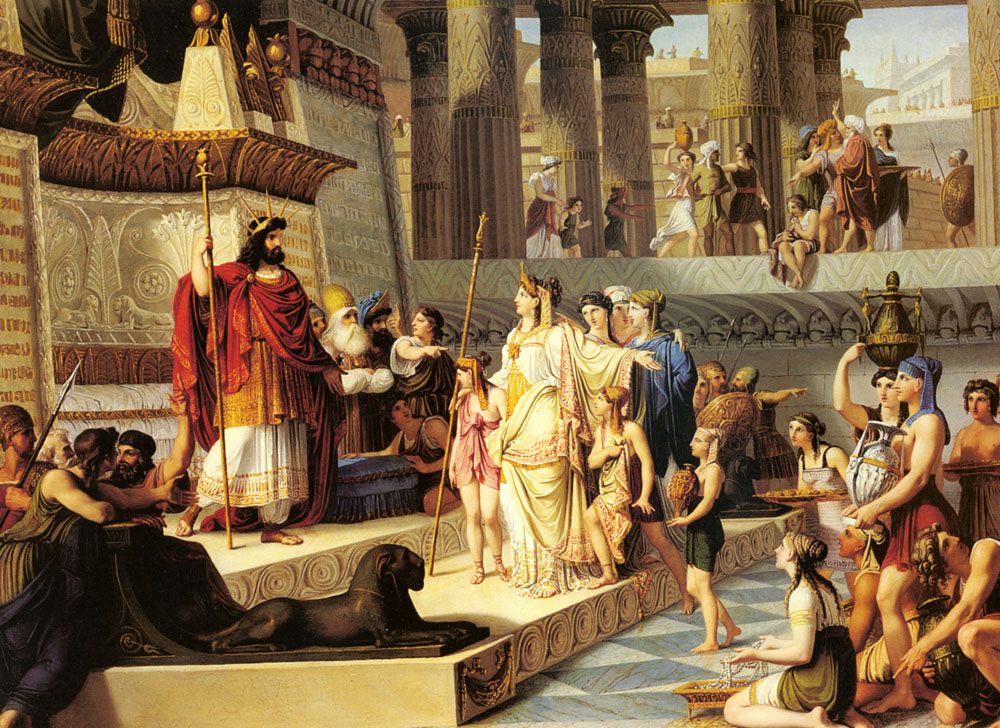
«Соломон и царица Савская», Демин, Джованни, XIX век

Согласно «Мидраш Мишлей» и «Ялкут Шимони» загадки были иными:
1. «Семь выходят, а девять заходят, двое наливают, а один пьёт?». Соломон, не раздумывая, отвечает: «Семь — это дни уединения [женской нечистоты в связи с месячными], девять — это месяцы беременности, две груди смешивают, а один [грудной младенец] пьёт».
2. «Женщина сказала своему сыну: „твой отец — мой отец, твой дед — мой супруг, ты мой сын, а я твоя сестра“». Ответ: «Эта мать — одна из дочерей Лота, которая родила детей от своего отца».
3. Привезённых царицей молодых людей, одетых в одинаковую одежду, одного роста и сложения необходимо было разделить на юношей и девушек. Соломон повелел евнухам принести орехи и жареные семена и стал раздавать их. Юноши, не стыдясь, поднимали края одежды и всыпали в них угощение, а девушки, стесняясь, клали орехи в покрывавшие волосы головные уборы (чадры)[3].
  1. Существует также вариант мидраша, где Соломон должен был отделить настоящие цветы от искусственных, в чём ему помогла пчела[40].
  2. В другом варианте Соломон должен был продеть шёлковую нить через изумруд с трещиной, в чём ему помог шелковичный червь[41].
4. Соломон должен был также отделить обрезанных мужчин от необрезанных. Соломон повелел первосвященнику доставить Ковчег Завета. Обрезанные преклонили колено, и их лица наполнились светом Благодати, а необрезанные распростёрлись перед Ковчегом ниц.

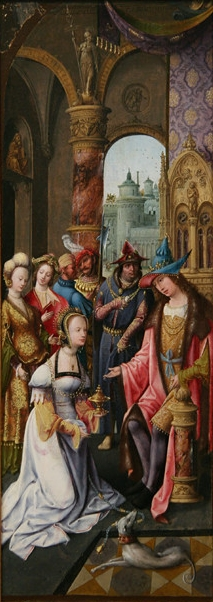
«Соломон и царица Савская», анонимный художник, XV век, Брюгге

«Мидраш Ха-хефец» содержит 19 загадок, первые четыре из которых совпадают со списком из «Мидраш Мишлей», а остальные 15 уникальны:
1. Кто не рождался и не умрёт? — Бог, да будет он благословен.
2. Какая земля лишь раз видела солнце? — Та, которую покрыли воды в день творения, расступившиеся лишь когда Моисей вёл по нему народ израильский — дно Чермного моря.
3. Что за ограда с десятью дверьми, когда одна из них открыта — девять замкнуты; когда же открываются девять, закрывается одна? — Эта ограда — женское лоно; десять дверей — десять отверстий в теле: глаза, уши, ноздри, рот, отверстия для избавления от нечистот и пупок. Когда плод находится в чреве, в его теле открыто лишь отверстие пуповины, в то время как остальные отверстия замкнуты; когда же ребёнок выходит из чрева, пупок закрывается, а остальные отверстия раскрываются.
4. Что неподвижно, пока живо, но находится в движении после того, как ему снесут макушку? — Дерево, из которого изготавливают корабль.
5. Что за три вещи, которые не были ни едой, ни питьём, ни воздухом, но спасли троих от смерти? — Печать, верёвка и посох. Имеется в виду история Иуды и Фамарь, где трое — это Фамарь и два её сына.
6. В пещеру вошли втроём, а вышли впятером? — Лот, его две дочери и их двое детей.
7. Мертвец живой, могила движется, а мертвец молится. Что это? — Иона в чреве кита.
8. Кто те трое, евшие и пившие на земле, но не рождённые от мужчины и женщины? — Три ангела, явившиеся Аврааму.
9. Четверо вошли в дом смерти и вышли живыми, а двое, войдя в дом жизни, стали мертвы? — Четверо: Даниил, Анания, Мисаил и Азария (отроки в пещи огненной Дан. 3:93, двое — Надав и Авиуд (сыновья Аарона, принёсшие пред Господа огонь чуждый, которого Он не велел им, за что были испепелены им Лев. 10:1-2).
10. Кто те, кто родится, но не умрёт? — Пророк Илия, который был взят на небо живым (4Цар. 2:11) и Мессия.
11. Что не было рождено, хотя ему дали жизнь? — Золотой телец, (идол, сделанный Аароном по просьбе народа, во время отсутствия Моисея: «я сказал им: у кого есть золото, снимите с себя. и отдали мне; я бросил его в огонь, и вышел этот телец» — Исх. 32:24).
12. Что, хотя и производится землёй, делается человеком и питается вышедшим из земли? — Фитиль.
13. Была женой двух, родила двух и все четверо дети одного отца? — Фамарь.
14. В доме, полном смерти нет ни одного мертвеца, но и живым ни один из него не выйдет? — История о Самсоне и филистимлянах (пленённый Самсон, будучи привязан во время пира к столбам, поддерживавшим кровлю дома, сдвинул их и «обрушился дом на владельцев и на весь народ, бывший в нём» — Суд. 16:30).
15. Царица приказала принести брёвна кедровых деревьев и попросила Соломона указать, где у бревна верх, а где низ, с какого конца росли ветки, а с какого корни. Соломон приказал положить брёвна в воду. Тот конец, который опустился на дно, был низом, откуда росли корни, а тот, который поднялся над поверхностью воды — был верхушкой.

Большая часть загадок из этого списка основаны не на бытовой мудрости, а на знании истории еврейского народа и выглядят достаточно странно в устах царицы-солнцепоклонницы из далёкой страны. Более того, загадки про Даниила, Илию и Иону не могли быть придуманы царицей Савской, так как те родились после царствования Соломона.
- В каббалистической «Книге Зогар» (ок. XIV в.) царица, в качестве испытания, просит Соломона изготовить ей сандалии[43]. По этой версии предполагается, что ноги царицы были звериными, и обувь ей была не нужна, а задание было ловушкой. Соломон отказался делать сандалии.

В результате этого диспута царица Савская была вынуждена признать превосходство Соломона над ней в мудрости.

#### В прочих культурах
В отличие от еврейской литературы, прочие народы не прорабатывали тему загадок настолько подробно, хотя встречается несколько оригинальных вопросов.
- В арабской загадке царица спросила об «утоляющей жажду» воде, которая происходит ни от неба, ни от земли. Соломон, которого предупредил архангел Гавриил (Джабраил), называет ответ — это пот коня, единственный пот животного, который утоляет жажду, так как он несолёный (ошибочные средневековые представления).
- В арабской литературе когда Соломону предложено отличить девушек от юношей, он предлагает решение, отличное от описанных в мидрашах: Соломон приказывает им умыться и юноши умывались одной рукой, а девушки двумя. Кроме того, в одном из текстов — у исламского автора Хуссейна, они одеты не одинаково, а переодеты в одежды противоположного пола.
- От средневековой Европы подобных текстов не сохранилось, но загадки можно восстановить по произведениям искусства. Так, на немецких коврах XV в., посвящённых испытанию соломоновой мудрости, вытканы Соломон, двое одинаковых детей с яблоками, и царица, держащая в руках два цветка. Как гласит надпись, она спрашивает: «Поведай мне царь/ Цветы и дети/ Сходны по природе/ Или не сходны». Царь должен угадать пол детей и какой из цветов является искусственным. В последнем ему помогает пчела (как в варианте еврейского мидраша), а детей он различает по их манере сбора яблок (в которые превратились иудейские орехи). Самый древний из дошедших литературных источников, где возникают именно эти яблоки — анонимная латинская рукопись «Трактат о различных деяниях римлян и других» (Болонья, 1326).
- В «Кебра Негаст» библейская фраза «она пришла испытать его загадками», переведена как «она пришла испытать его мудростью» и, вероятно, поэтому, никаких загадок вообще в эфиопской традиции нет.
- Любопытно, что ареал некоторых загадок очень широк: так, в «Записках у изголовья» японской фрейлины Сей Сёнагон (1000—1010 гг. н. э.), фигурируют загадки, упоминающиеся в еврейских источниках: о драгоценном камне, через который следует продеть нить, и о определении у бревна верха и низа путём опускания бруска в воду — их загадывает через послов мудрый китайский император более «простому» японскому.

### Подарки царицы Савской
В легендах и преданиях разных народов царице приписываются разные подарки:
В Библии:
- Жемчуг и камни самоцветные;
- Золото и благовония

В легендах:
- Серебро; по христианской легенде, его часть — 30 серебряных монет пропали при разрушении Иерусалимского храма (спустя IV века), а те (спустя ещё 5 веков) вошли в число даров волхвов Иисусу, и, наконец, были отданы Иуде Искариоту за предательство (согласно «Завещанию Соломона» — тексту, созданному египетским христианином ок. I—IV вв. на базе еврейских легенд);
- Множество отроков и девушек, родившихся в одном и том же году и месяце, в один и тот же день и час, все одинакового роста, одинакового телосложения и одинаково одетые, в одежды пурпурные — для участия в испытания мудрости царя;
- Дерево кипарисовое;

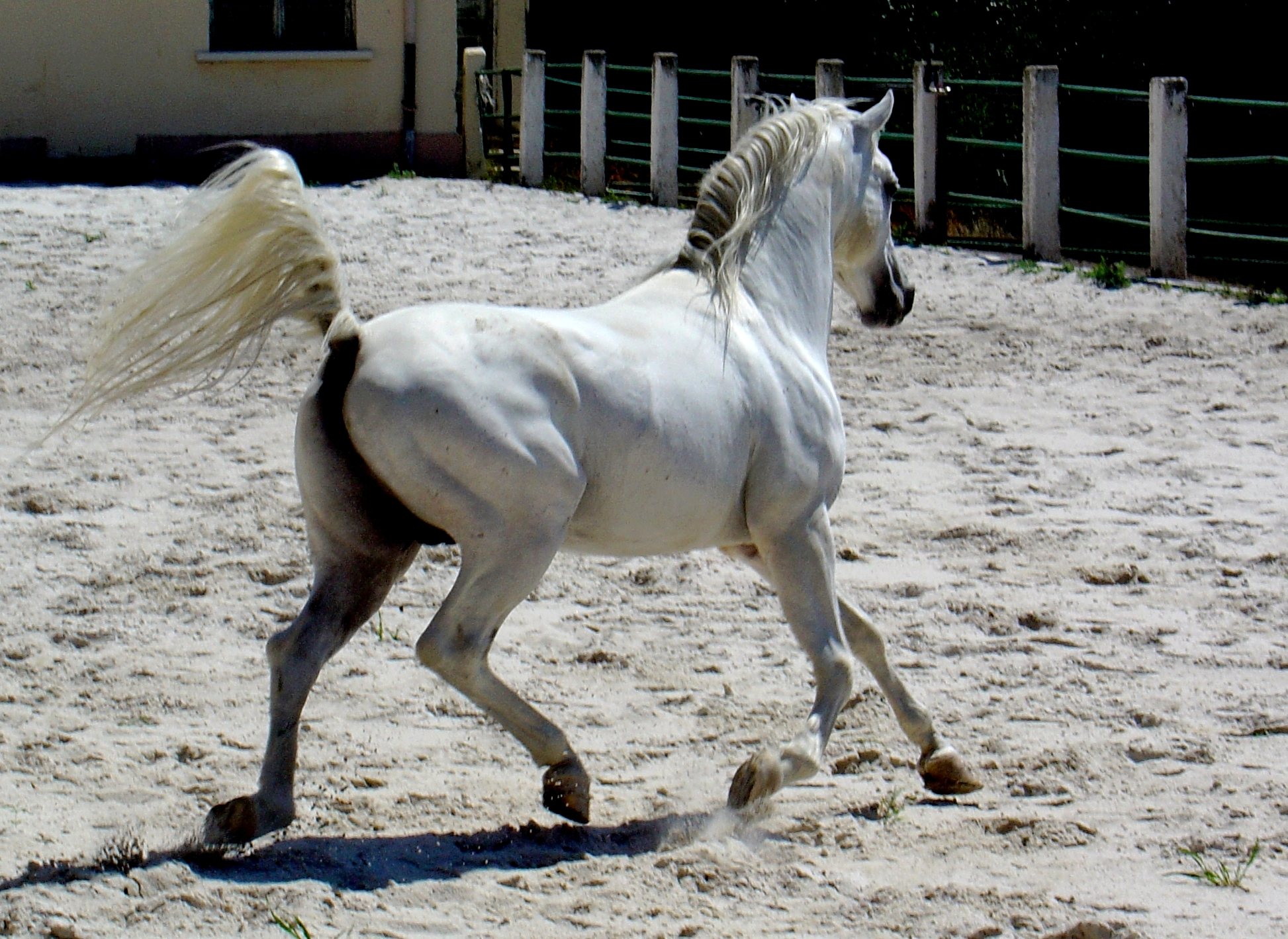
Представитель арабской породы лошадей

- Семена ароматического растения опобальзама (Amyris Opobalsamum), из которого делаются духи (согласно Иосифу Флавию[45]), а также семена рожкового дерева;[46]
- Чаша, позже попавшая в сокровищницу царя Ирода и оттуда переданная Иосифом Аримафейским Иисусу, то есть — Святой Грааль[47][48];
- Корона[49]
- Породистый жеребец по имени Сафанад (Safanad, «Чистый»), по легенде, один из родоначальников арабских лошадей[50].

Кроме этого, в литературе позднейшего времени можно найти упоминания множества других даров (сапфиры, изумруды, чаши и т. д.), которые, скорее всего, можно проследить до конкретного писателя.
В число ответных подарков Соломона царице в XVII веке записали т. н. библиотеку Царицы Савской, якобы сохранявшуюся в Абиссинии и исследованную посланцами папы римского, где были книги, которые он дарил царице в каждый из своих визитов, а потом ещё посылал ежегодно. Она включала книгу Еноха о стихиях и прочих физических явлениях, книгу Ноя о математике и церемониях, книги Авраама — запись его философских бесед в дубраве Мамре, Сивиллины книги и сочинения самой царицы. Данная история оказалась литературной мистификацией.

### В христианской традиции

#### Суламита и Невеста Христова
В толкованиях на библейскую «Песню песней» типологическая христианская экзегеза традиционно рассматривает Соломона и его прославленную возлюбленную Суламиту как образы жениха-Христа и невесты-Церкви. Наложение этого толкования на евангельскую притчу (см. выше), в которой Иисус и его последователи сопоставляются с Соломоном и царицей южной, привело к сближению образов царицы Савской и Суламиты—Церкви Христовой. Уже в «Беседах на Песнь Песней» Оригена они тесно переплетены, а чернота Суламиты (Песн. 1:4, 5) названа «эфиопской красотой». Это сближение получает развитие в средневековых комментариях к «Песни Песней», в частности, у Бернара Клервосского и Гонория Августодунского. Последний прямо называет царицу Савскую возлюбленной Христовой. В средневековых латинских Библиях инициал C на первой странице «Песни Песней» (лат. Canticum Canticorum) часто включал изображение Соломона и царицы Савской. В то же время, образ царицы как олицетворения Церкви связывался с образом Девы Марии, что, по всей видимости, стало одним из источников возникновения иконографического типа Чёрных Мадонн (см. ниже).

#### Волшебница и сивилла
В средневековой европейской литературе, возможно благодаря созвучию, возникло отождествление царицы Савской с легендарной пророчицей античности — сивиллой. Так, монах Георгий, византийский летописец IX века, пишет, что греки называют царицу Савскую Сивиллой. При этом имеется в виду Сивилла Сабская, которую Павсаний упоминает как пророчицу, жившую с евреями за пределами Палестины, в Сирийских горах; а римский софист III века Элиан называл Еврейской Сивиллой. Николай Спафарий в своём труде «Книга о сивиллах» (1672 год) посвятил отдельную главу Сивилле Сабе. В ней он приводит известную средневековую легенду о Крестном Древе и, ссылаясь на Исидора Пелусиота, пишет: «эта царица пришла как премудрая сивилла увидеть премудрого царя и как пророчица предвидела через Соломона Христа». Древнейшее изображение царицы Савской в качестве сивиллы имеется на мозаике западного фасада базилики Рождества Христова в Вифлееме (320-е годы).
В распространённых в средние века иудео-христианских «Пророчествах Сивиллы» неоднократно восхваляется крест, что и послужило основой для сюжета о молитве царицы Савской перед Животворящим Древом. Отождествление царицы Савской с сивиллой характерно не только для западных легенд — на православных иконах, изображающих Древо Иессеево (родословие Иисуса Христа), помещалось клеймо с пророчеством Сивиллы Южной (царицы Савской). В «Русском Хронографе» начала XVI века она именуется «царицей Сивиллой».
В западных легендах о царице Савской, вошедших в предание о Животворящем Кресте в составе «Золотой легенды», она превратилась в волшебницу и пророчицу, и получила название Regina Sibylla.
Боккаччо отводит ей отдельную главу в своем сочинении «О знаменитых женщинах» и именует её Никаула. Вариант имени царицы взят из версии Иосифа Флавия, пересказавшего историю визита в «Иудейских древностях», где он называет её правительницей Египта и Эфиопии и именует Никавлою (греч. Nikaulên, англ. Nicaule).

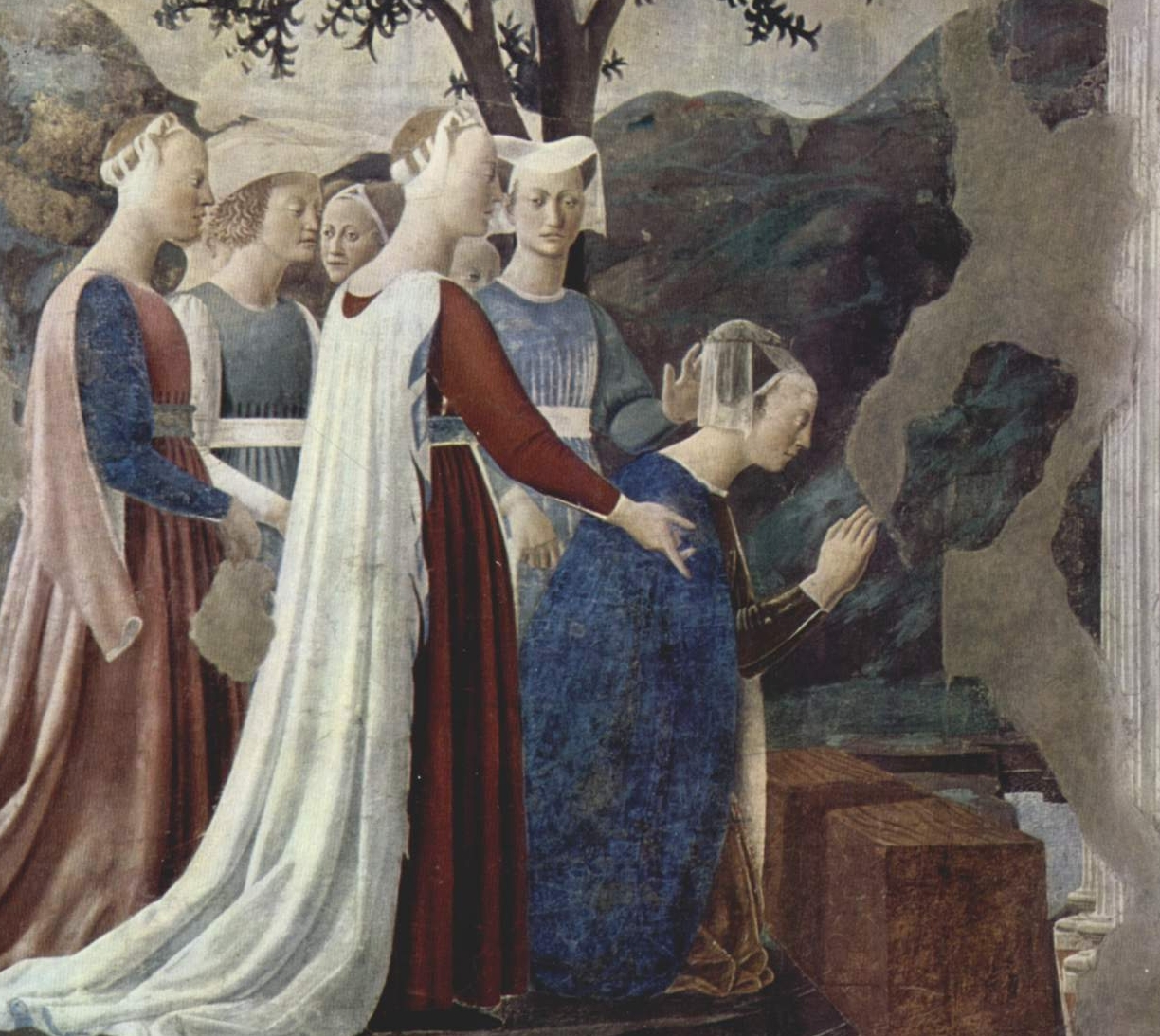
Царица Савская преклоняет колени перед Животворящим Древом, фреска Пьеро делла Франческа, Базилика Сан-Франческо в Ареццо

#### Царица и Животворящий Крест
Согласно «Золотой легенде», когда волшебница и сивилла царица Савская нанесла визит Соломону, по пути она преклонила колени перед брусом, служившим мостом через ручей. По легенде, тот был сделан из дерева, проросшего из ветви Древа познания Добра и Зла, вложенной в рот Адама при его погребении, а впоследствии выброшенной при строительстве Иерусалимского храма.
Поклонившись ему, она предрекла, что Спаситель мира будет повешен на этом древе, и оттого царству иудеев придёт разорение и конец.
Царица Никавля и она же Сивилла Савская, увидя въ Іерусалимѣ у Соломона не гніючее древо, на коемъ около тысячи лѣтъ послѣ распятъ Христосъ, въ изступленіи возгласила: Се древо, на немъ же Богъ облеченный плотію умретъ въ воскресеніе
Затем вместо того, чтобы ступать по дереву, она босая перешла ручей вброд. Как рассказывает средневековый теолог Гонорий Августодунский в своём произведении «De imagine mundi» (Об образе мира), в тот момент, когда она ступила в воду, её перепончатая нога превратилась в человеческую (заимствовано из арабских легенд).
Испугавшийся Соломон, по легенде, приказал закопать брус, однако тот, спустя тысячу лет, был найден и пошёл на изготовление орудия казни Иисуса Христа.
В русском апокрифе «Слово о Крестном Древе» (XV—XVI века) сивилла, придя посмотреть на выброшенное Соломоном древо, села на него и была опалена огнём. После этого она изрекла: «О тръклятое дрѣво», а народ, стоявший рядом, воскликнул: «О тръблаженое дрѣво, на немже распятся Господь!».

#### В русских апокрифах

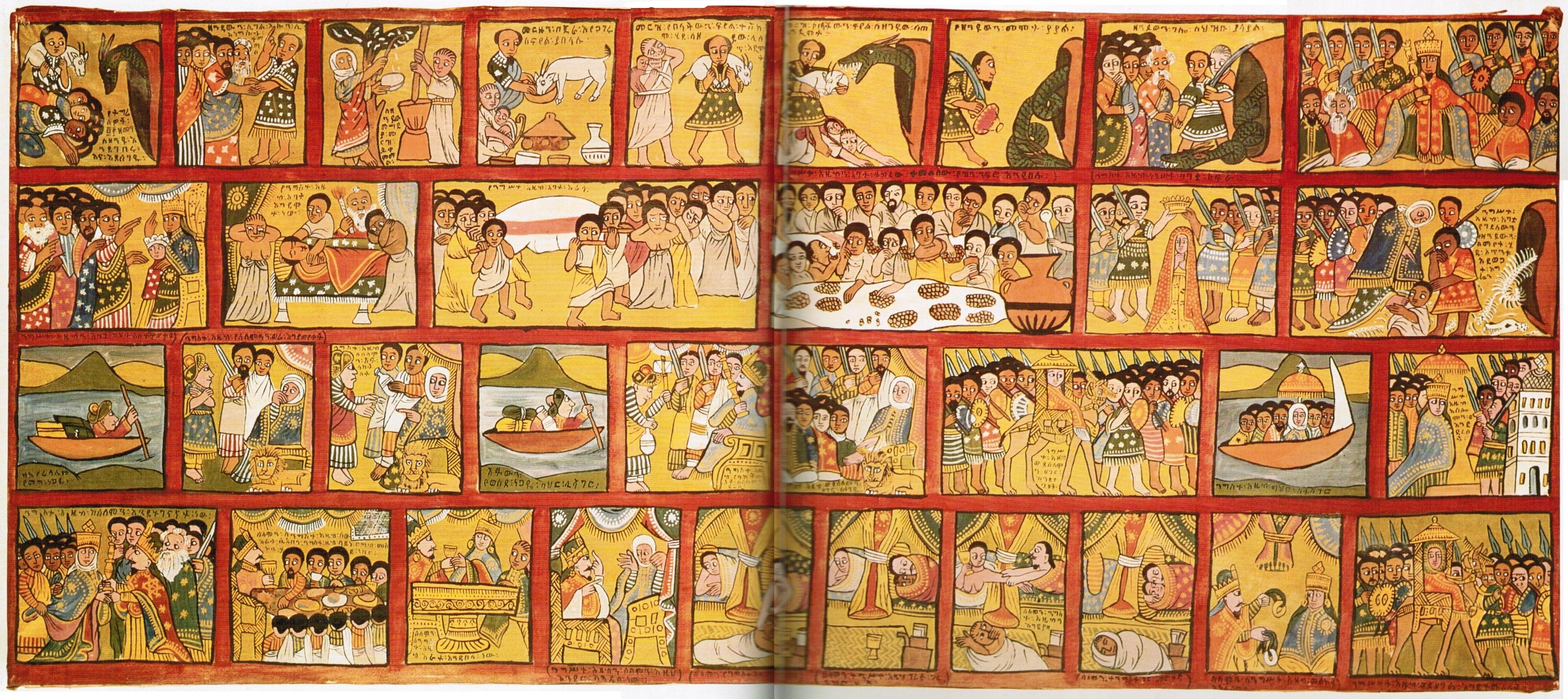
Рассказ о рождении царицы, её воцарении, визите в Иерусалим и зачатии сына (эфиопский «комикс»)

Как сивилла, она проникла и в древнерусскую православную литературу об этом событии: «Егда же царица Савска, именем Никавля, едина от древних пророчиц, сивилл глаголемых, прииде во Иерусалим слышати Соломонову премудрость».
Наиболее подробно история встречи царя Соломона и царицы Савской содержится в апокрифическом сочинении «Суды Соломоновы», которое получило широкое распространение с конца XIV века в составе «Толковой Палеи», содержащей множество ветхозаветных апокрифов. Подобные рассказы о Соломоне находились под запретом, хотя сама «Палея» при этом считалась книгой истинной. Сходство русских сказаний о Соломоне со средневековой европейской и талмудической литературой и языковые особенности текста свидетельствуют о том, что они были переведены с еврейского оригинала. Перевод еврейских мидрашей на русский язык относят к первой половине XIII века.
«Суды Соломоновы» сообщают, что «Была Южская царица иноплеменница по имени Малкатошка. Пришла она испытать Соломона загадками». Русская форма имени царицы Малкатошка (в некоторых рукописях Малкатошва) созвучна еврейскому Малкат Шва и, по всей видимости, является заимствованной. Царица привезла Соломону в дар 20 кадок золота, и очень много зелий, и дерево негниющее. Встреча Соломона и царицы Савской описывается следующим образом:

Были там мостки из олова. Ей же показалось, будто в воде сидит царь. (Она), приподняв одеяния свои, навстречу ему пошла. Он же (Соломон) увидел, что прекрасна она лицом, тело же её (покрыто) волосами. Волосы эти околдовывают мужчину, пребывающего с ней. И повелел царь мудрецам своим, чтобы они приготовили баночку с зельем — помазать тело её, чтобы выпали волосы.
— «Суды Соломоновы»
В упоминании о волосах на теле царицы прослеживается аналогия с арабскими легендами.
Как и в еврейских преданиях, царица испытывает Соломона загадками, перечень которых также приводится в «Судах Соломоновых»:
- Соломону необходимо было дважды разделить прекрасных отроков и отроковниц, одетых в одинаковую одежду, на юношей и девушек. Первый раз Соломон приказал им умываться, и юноши делали это быстро, а девушки медленно. Во второй раз он приказал принести овощи и насыпать перед ними — «отроки начали класть (их) в полы (одежды), а девицы в рукава»;
- Савская попросила Соломона отделить обрезанных мужчин от необрезанных. Решение Соломона было следующим: «Царь же приказал принести венец святой, на котором написано имя Господне. С его помощью у Валаама была отнята способность колдовать. Отроки обрезанные стояли, а необрезанные пали ниц пред венцом».

Кроме загадок царицы Малкатошки «Суды Соломоновы» приводят диспут мудрецов, привезённых ею с мудрецами царя Соломона:

- Загадали мудрецы её хитрецам Соломона: «Есть у нас колодец вдали от города. Мудростью своей угадайте, чем можно перетащить его в город?» Хитрецы же Соломоновы, поняв, что этого не может быть, сказали им: «Сплетите из отрубей верёвку, а мы перетащим колодец ваш в город».
- И снова загадали её мудрецы: «Если нива порастёт ножами, чем пожать её сможете?» Им ответили: «Ослиным рогом». И сказали мудрецы её: «Где у осла рога?» Они же ответили: «А где нива родит ножи?»
- Загадали и ещё: «Если загниёт соль, чем сможете её посолить?» Они же сказали: «Утробу мула взяв, ею надо посолить». И сказали: «Да где мул рожает?» Они же ответили: «Где соль гниёт?»

Тождественность содержащихся в русских апокрифах легенд еврейским и эфиопским рассказам довершает упоминание о любовной связи царицы и Соломона: «Хитреци же и книжници молвяхуть, яко съвъкуплятся есть с нею. Заченши же от него и иде в землю свою, и роди сынъ, и се бысть Навходоносоръ».

### Демонизация образа
В еврейских преданиях послебиблейской эпохи и тесно связанной с ними мусульманской литературе можно проследить постепенную демонизацию образа царицы Савской, испытывающей царя Соломона. Этот демонизированный образ опосредованно проникает и в христианскую традицию. Целью библейского повествования является, прежде всего, прославление мудрости Соломона и процветания управляемого им Израильского царства. Мотив противостояния царя-мужчины и царицы-женщины практически отсутствует. В то же время, в позднейших пересказах этот мотив постепенно становится ведущим, а вскользь упомянутое в Библии испытание загадками превращается, по мнению ряда современных интерпретаторов, в попытку поставить под сомнение богоданный патриархальный строй мира и общества. Образ царицы приобретает при этом отрицательные, а иногда и откровенно демонические черты — к примеру, волосатые ноги (см. ниже). Возникает мотив соблазнения и греховной связи, от которой рождается разрушитель Храма Навуходоносор (см. раздел Отношения с царём Соломоном). А серебро, которое привезла царица в подарок Соломону, в итоге идёт на тридцать сребреников Иуде Искариоту.

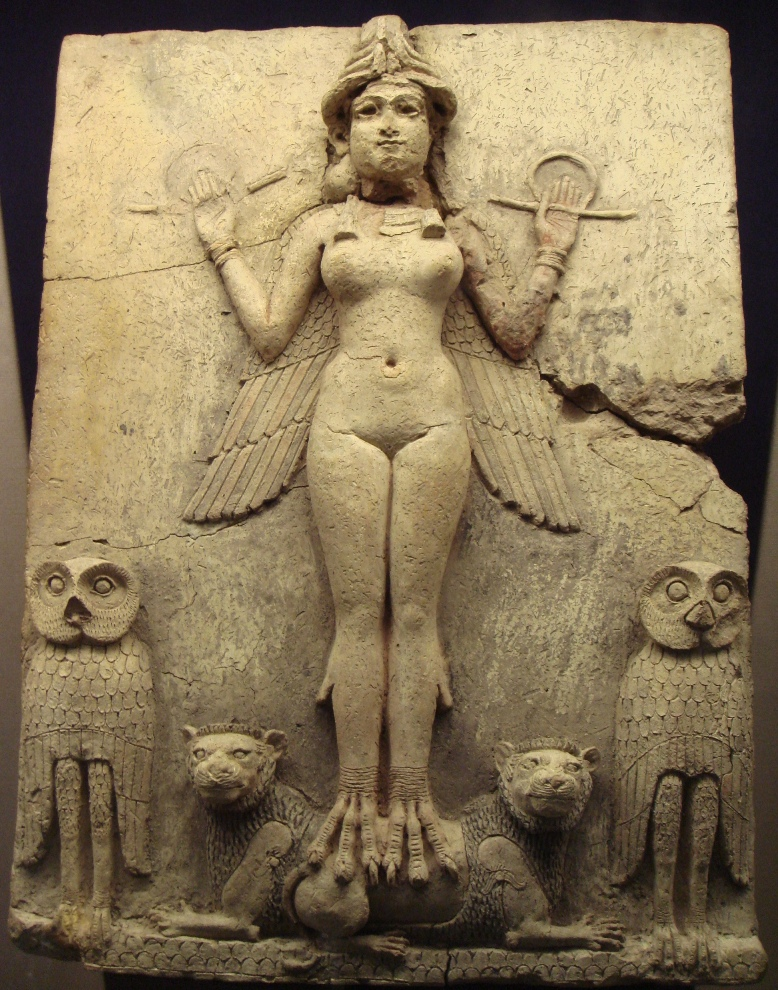
Изображение вавилонской зооморфной богини с птичьими ногами (Иштар, Астарта, Лилит или Царица ночи), 2025—1750 гг. до н. э.

Образ царицы имеет отношение и к легендарной демонице Лилит. Впервые их образы связываются в «Таргуме к книге Иова» (Иов. 1:15), где сказано, что Лилит мучила Иова, приняв обличье царицы Савской. В этом же таргуме «на них напали савеи» переведено как «на них напала Лилит, царица Змаргада» (Изумруда). В одной из арабских легенд Соломон также подозревает, что в образе царицы ему явилась Лилит. Один из поздних каббалистических трактатов утверждает, что царица Савская испытывала Соломона теми же загадками, которыми Лилит соблазнила Адама. Известен и рассказ о том, как приняв облик этой царицы, Лилит соблазнила бедняка из Вормса.
Средневековые каббалисты верили, что царицу Савскую можно вызвать в качестве злого духа. В заклинании XIV века для этой цели даются следующие рекомендации: "…Если хочешь увидеть царицу Савскую, то достань один лот золота в аптеке; затем возьми немного винного уксуса, немного красного вина и смешай все вместе. Намажься тем, что получилось, и произнеси: «Ты, Царица Савская, явись… в полчаса и не причини вреда или какого ущерба. Заклинаю вас, тебя и Малкиеля, именем Тафтефила. Аминь. Села». Кроме того, она считалась автором алхимического трактата, который якобы начинался словами: «После того, как я взошла на гору…».

#### Ноги царицы Савской
Необычные ноги — признак хтоничности, древности этого персонажа. В Мидраше упоминаются, а в Коране подразумеваются волосатые ноги царицы (у комментаторов Корана существует версия, что такое описание тела царицы было выражением её демонической природы). Тем не менее, в некоторых арабских легендах (возникших, возможно, ещё до записи Корана и повлиявших на мнение комментаторов), фигурируют настоящие козлиные ноги, заканчивающиеся копытцами, что, вероятно, является отголоском мифа о зооморфном божестве луны Южной Аравии — Альмаки, близкой к Астарте (Ilumquh, Almaqah, Amm, Ilmuqah, Sin, Syn, Wadd). Святилища этого лунного божества до сих пор местное население называет Махрам Билкис («женский дом Билкис»). В 1950-е годы этот храм раскапывает Уэндель Филлипс. Он имеет 350 м в окружности, а также многочисленные окна. Филиппс отмечает: «На внутренней стене храма обнаружили расположенные в один ряд 64 вырезанных в нише ложных окна, украшенных решётками. Восемь и шестьдесят четыре — это числа небесной богини Венеры. Очевидно, что у древних арабов образ небесной богини Венеры слился с образом царицы Савской — Балкис». Имя «Балкис», возможно, является искажением варианта «Ильмука». Кроме того, в определённых арабских текстах прямо употребляется вариант Балмака («в честь Алмаки»), который некоторые учёные считают исходным для предположительно искажённого позже Билкис.

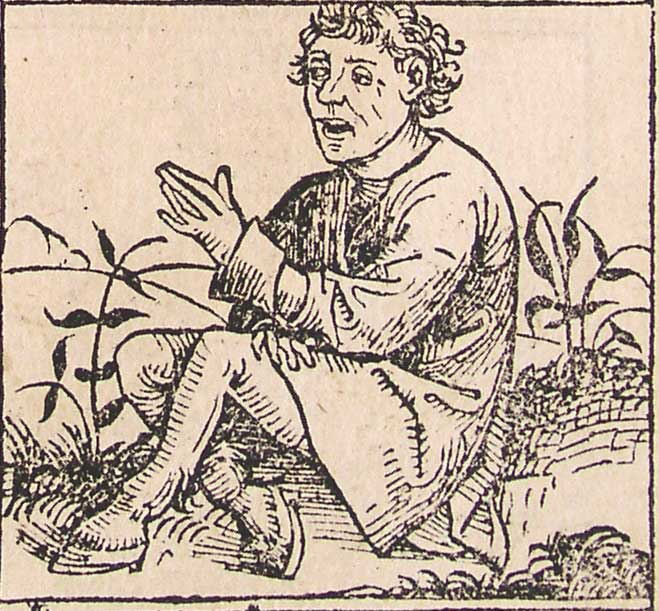
Изображение человека с копытами. Гравюра из Нюрнбергской хроники

Некоторые из упомянутых ниже легенд предлагают свои, явно позднейшие, объяснения копыт у царицы:
- История о нечеловеческой внешности царицы Савской имеется в арабской версии «Кебра Негаст», которая сообщает, что в глубокой древности Абиссинией (Эфиопией) правили принцессы царской крови (то есть царица Савская имела знатное происхождение от рождения):

И когда мать этой Царицы (то есть царицы Савской) была беременна, она увидела толстого и красивого козла, посмотрела на него со страстным желанием и сказала: «Как красив этот зверь! И как красивы его копыта!» И она тосковала по нему, как тоскуют беременные женщины. И когда дочь её полностью сформировалась у неё в утробе, одна нога у неё была человеческая, а другая — с козлиным копытом. И мать Царицы родила эту необычную девочку и вырастила её, и когда девица готова была для замужества, то не захотела выходить ни за кого замуж из-за своей уродливой ноги и оставалась девственницей, пока не начала править.— E.A.Wallis Budge, The Queen of Sheba and Her Only Son, Menyelek
- В северной Эфиопии существует своя раннехристианская легенда, объясняющая демоническое происхождение ослиного копыта царицы Савской. Легенда приписывает ей происхождение из племени тигре и имя Этъе Азеб (то есть «Царица Юга», которой царица Савская называется только в Новом Завете). Её народ поклонялся дракону или змею, которому в качестве жертв мужчины приносили своих старших дочерей:

Когда подошла очередь её родителей, они привязали её к дереву, к которому дракон приходил за пищей. Вскоре туда пришли семеро святых и сели в тени этого дерева. На них упала слеза девушки, и когда они посмотрели вверх и увидели её привязанной к дереву, то спросили её, человек ли она, и отвечая на их дальнейшие расспросы, девушка им рассказала, что её привязали к дереву, чтобы она стала жертвой дракона. Когда семеро святых увидели дракона... они ударили его крестом и убили. Но его кровь попала на пятку Этье Азеб, и её ступня превратилась в ослиное копыто. Святые развязали её и велели возвращаться в деревню, но люди прогнали её оттуда, решив, что она сбежала от дракона, потому она забралась на дерево и провела там ночь. На следующий день она привела людей из деревни и показала им мёртвого дракона, и тогда они сразу сделали её своей правительницей, а своей помощницей она сделала девушку, подобную себе.— E.A.Wallis Budge, The Queen of Sheba and Her Only Son, Menyelek

Царица Савская с копытом. Норманнская мозаика XII в., Собор Отранто, Южная Апулия

В европейской христианской иконографии ноги превратились в перепончатые гусиные — как предполагают, возможно благодаря заимствованию атрибутов у языческой богини германцев Перхты, обладавшей гусиными ногами. (Это божество в века христианства интегрировалось в образ святой Берты, а также, вероятно, послужило одним из истоков появления в европейском фольклоре Матушки Гусыни.) Согласно другой версии, на образ рассказчицы сказок Матушки Гусыни повлияла непосредственно царица Савская-сивилла. Образ Королевы Гусиная Лапа был широко распространён в Южной Франции (Reine Pédauque, от итал. piede d’auca, «воронья лапа»), причём то, что речь шла именно о царице Савской, уже было предано забвению.

## Мнения исследователей

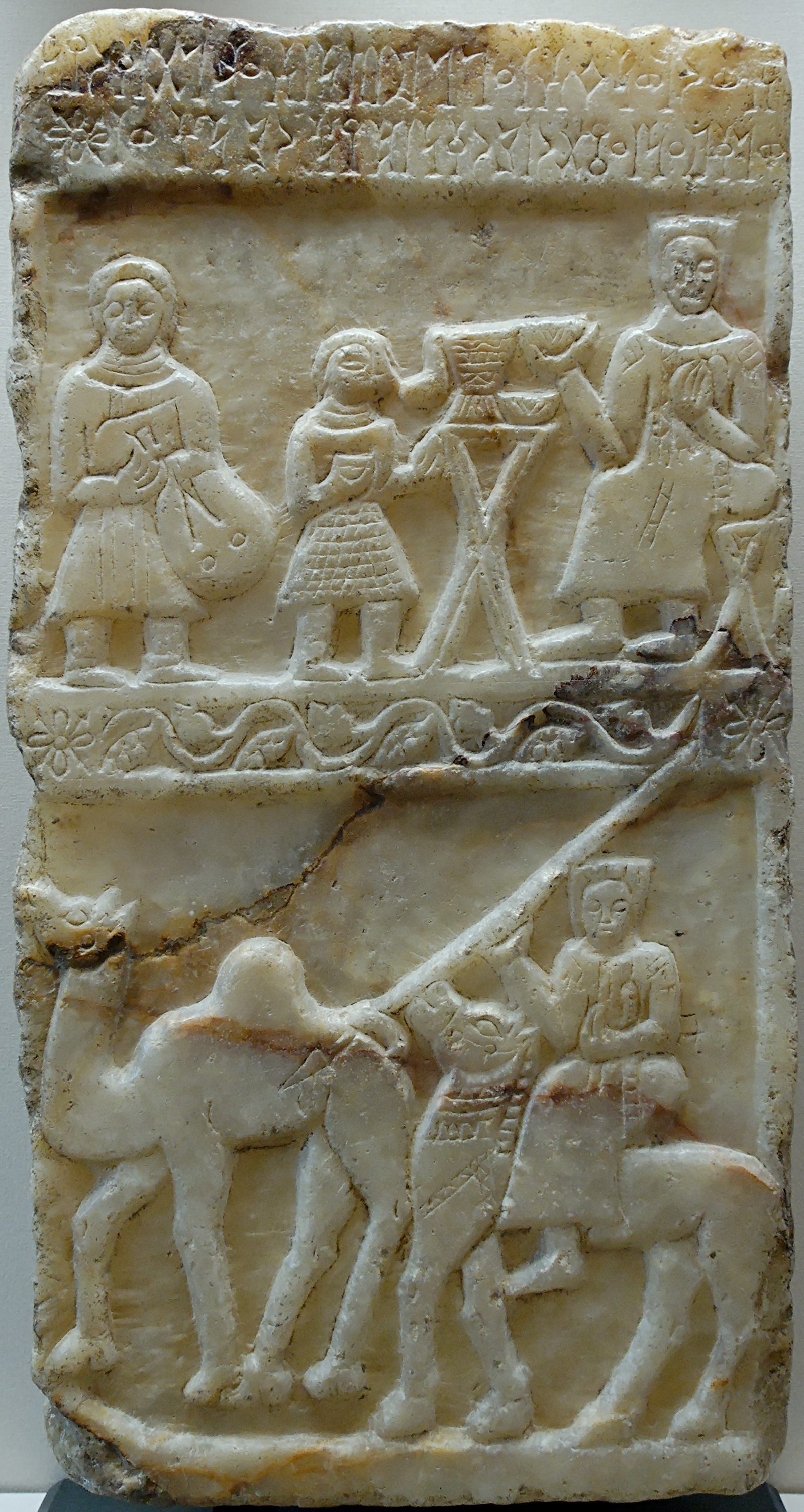
Сабейская стела: пир и погонщик верблюдов, наверху надпись на сабейском языке

### Складывание библейского текста
Датировка повествования о царице Савской точно не выяснена. Значительная часть филологов-библеистов полагает, что ранний вариант истории о царице Савской возник до предполагаемой даты написания Второзакония анонимным автором, традиционно обозначаемым как Девтерономист (640—609 гг. до н. э.), которым этот источник был переработан и помещён в Писание в составе книг, образующих так называемую девтерономическую историю. Многие исследователи считают, однако, что рассказ из Третьей книги Царств в его современном виде был составлен во время так называемой второй девтерономической редакции (Dtr2), произведённой в эпоху Вавилонского плена (около 550 года до н. э.). Целью рассказа представляется возвеличивание фигуры царя Соломона, который изображён правителем, пользующимся авторитетом и поражающим воображение других властителей. Такое восхваление диссонирует с общим критическим тоном девтерономической истории по отношению к царю Соломону. Позже, этот рассказ был также помещён во Вторую книгу Паралипоменон (II Хроник), написанную уже в послепленную эпоху.

### Гипотезы и археологические свидетельства
Исследователи отмечают, что визит царицы Савской в Иерусалим, по всей видимости, мог быть торговой миссией, связанной с усилиями израильского царя обосноваться на побережье Красного моря, и этим подорвать монополию Сабы и других южноаравийских царств на караванную торговлю с Сирией и Месопотамией. Ассирийские источники подтверждают, что Южная Аравия вела международную торговлю уже в 890 году до н. э., так что прибытие в Иерусалим времён Соломона торговой миссии некоего южноаравийского царства представляется вполне возможным.
Существует, однако, проблема с хронологией: Соломон жил приблизительно с 965 по 926 год до н. э., а первые следы монархии савеев появляются спустя примерно 150 лет.

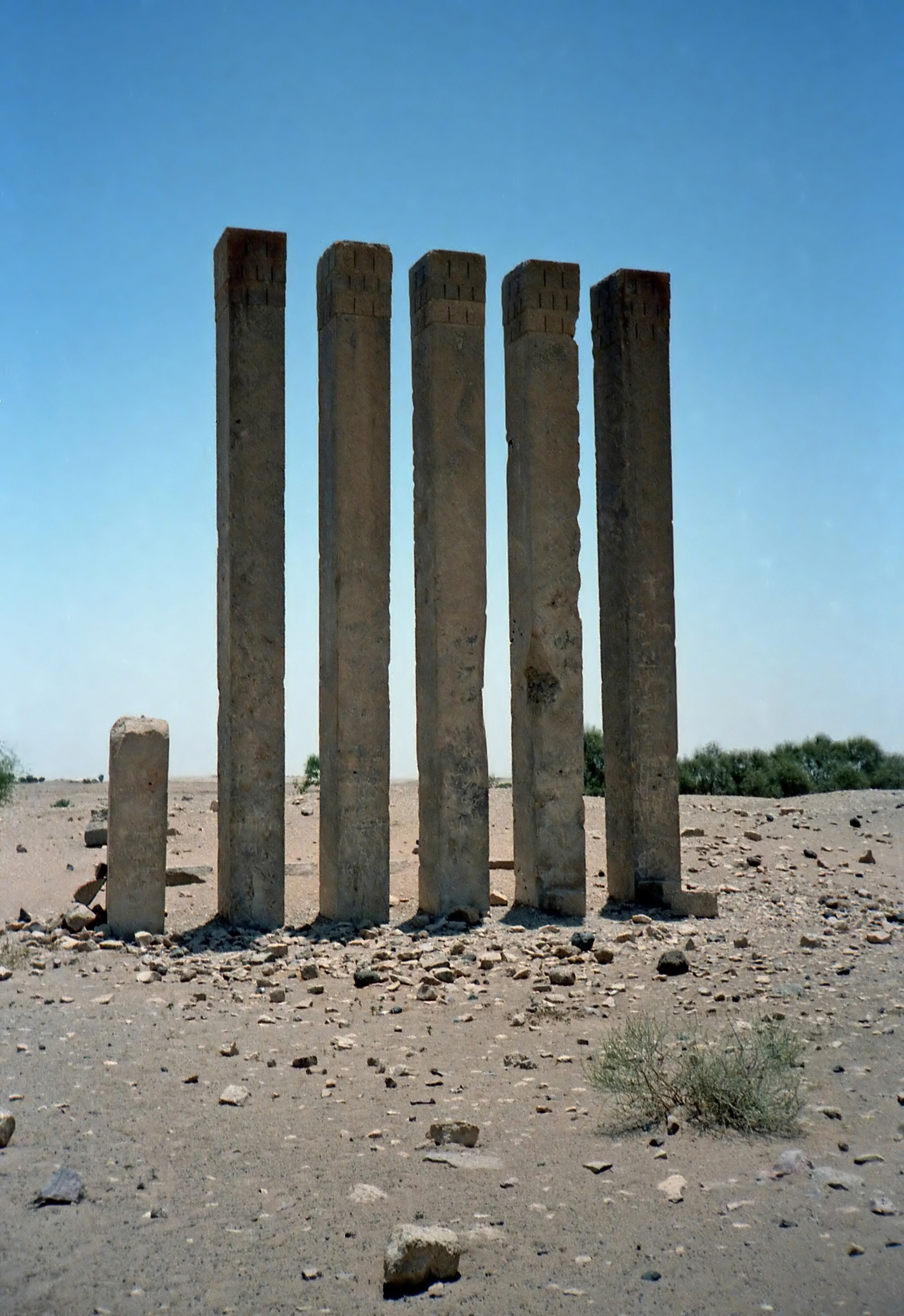
Развалины Храма Солнца в Марибе. Построен в VIII веке до н. э., существовал в течение 1000 лет

В XIX веке исследователи И. Галеви и Глазер нашли в Аравийской пустыне развалины огромного города Мариб. Среди найденных надписей учёные прочитали название четырёх южноаравийских государств: Минеа, Хадрамаут, Катабан и Сава. Как выяснилось, резиденцией савских царей был город Мариб (современный Йемен), что подтверждает традиционную версию происхождения царицы с юга Аравийского полуострова. Надписи, обнаруженные в Южной Аравии, не упоминают правительниц, однако из ассирийских документов VIII-VII веков до н. э. известны аравийские царицы в более северных областях Аравии. В 1950-е годы Вендел Филипс (Wendell Philips) произвёл раскопки храма богини Балкис в Марибе. В 2005 году американские археологи обнаружили в Сане руины храма около дворца библейской царицы Савской в Марибе (к северу от Саны). По словам исследовательницы из США Мадлен Филлипс найдены колонны, многочисленные рисунки и предметы в возрасте 3 тысячелетий.

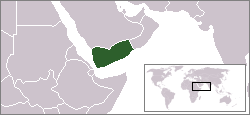
Йемен — территория, откуда, вероятно, прибыла царица

Эфиопия — страна, где, возможно, правил её сын

Возникновение легенды о сыне царицы Савской в Эфиопии исследователи связывают с тем, что, по-видимому, в VI веке до н. э. сабейцы, перебравшись через Баб-эль-Мандебский пролив, осели у Красного моря и заняли часть Эфиопии, «захватив» воспоминание о своей правительнице с собой и пересадив его на новую почву. Одна из провинций Эфиопии носит название Шева (Шава, совр. Шоа).
Достаточно распространена также точка зрения, согласно которой родиной царицы Савской или её прототипа была не Южная, а Северная Аравия. В ряду других североаравийских племён сабейцы упоминаются на стеле Тиглатпаласара III. Эти северные сабейцы по ряду признаков могут быть ассоциированы с сабейцами (савеянами), упоминаемыми в книге Иова (Иов. 1:15), Савой из книги пророка Иезекииля (Иез. 27:22), а также с внуком Авраама Шевой (Быт. 25:3, ср. также Быт. 10:7, Быт. 10:28) (упоминаемое рядом имя брата Шевы, Дедана, связано с оазисом Эль-Ула к северу от Медины). По мнению некоторых исследователей, Израильское царство сначала вступило в контакт с северными сабейцами, и лишь потом, возможно через их посредничество, с Сабой на юге. Историк Дж. А. Монтгомери предположил, что в X веке до н. э. сабейцы жили в Северной Аравии, хотя и контролировали торговые пути с юга.

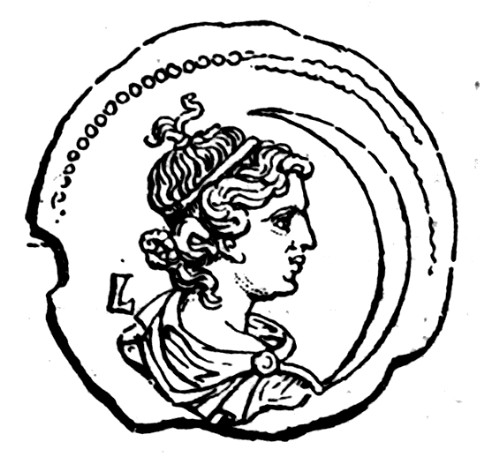
Зенобия, царица Пальмиры, в XX веке также стала «крестной» Зены — королевы воинов

Знаменитый исследователь Аравии Г.Сент Джон Филби (H.St.John Philby) также полагал, что царица Савская происходила не из Южной Аравии, а из Северной, и легенды о ней в какой-то момент смешались с историями о Зенобии, воинственной царице Пальмиры (современный Тадмор, Сирия), жившей в III веке н. э. и принявшей иудаизм. Так, например, рассказывается (одним из биографов Мухаммеда), что именно в Пальмире, в VIII веке во время правления халифа Валида I, был найден саркофаг с надписью: «Здесь похоронена благочестивая Билкис, супруга Соломона…». Еврейская каббалистическая традиция также считает Тадмор местом захоронения царицы — злой дьяволицы, и этот город считается зловещим приютом демонов. Кроме того, существуют параллели между Савской и другой восточной самодержицей — знаменитой Семирамидой, также воевавшей и занимавшейся ирригацией, жившей примерно тогда же — в конце IX века до н. э., которые прослеживаются и в фольклоре. Так, писатель нашей эры Мелитон пересказывает сирийскую легенду, в которой отец Семирамиды зовётся Хадхад. Вдобавок, иудейская легенда сделала царицу матерью Навуходоносора, а Семирамиду — его женой.
Один из спутников Васко да Гамы высказал предположение, что царица Савская происходила из Софалы — древнейшей известной по документам гавани Южного полушария, берега, который, по его предположениям, именовался Офиром. В этой связи упоминает Софалу в «Потерянном рае» Джон Мильтон. Кстати, позже в этих местах португальцы будут предпринимать экспедиции в поисках золотых копей царицы Савской.

#### Прочие версии
Иосиф Флавий в своём труде «Иудейские древности» приводит рассказ о посещении Соломона царицей, «царствовавшей в то время над Египтом и Эфиопией и отличавшейся особенною мудростью и вообще выдающимися качествами». Приехав в Иерусалим, она, как и в других легендах, испытывает Соломона загадками, восхищается его мудростью и богатством. Этот рассказ интересен тем, что историограф упоминает в качестве родины царицы совсем другие государства.

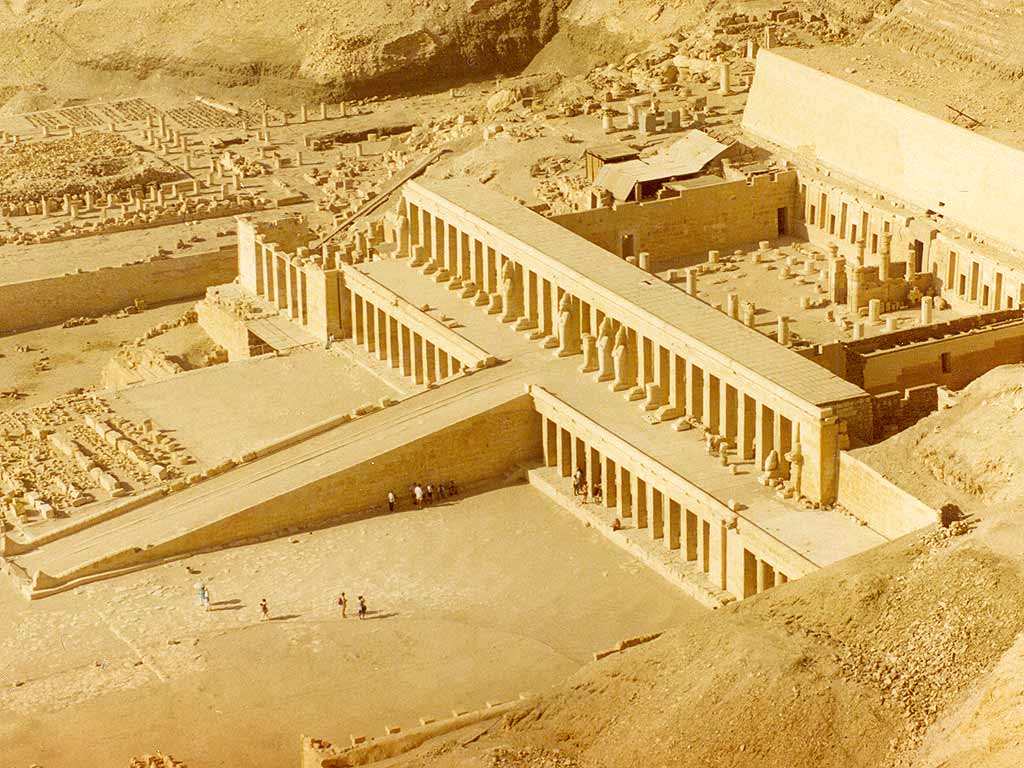
Общий вид храма Хатшепсут

Согласно основанной на этих данных реконструкции исследователя Иммануила Великовского, создателя внеакадемической «ревизионистской хронологии», царица Савская — это царица Хатшепсут (XV век до н. э. по традиционной хронологии Древнего Египта), одна из первых и наиболее влиятельных правителей 18-й династии фараонов (Новое царство), отец которой, Тутмос I, присоединил к Египту страну Куш (Эфиопию).
Как отмечал Великовский, в Дейр эль-Бахри (Верхний Египет) царица построила для себя погребальный храм по образцу храма в земле Пунт, где имеется серия барельефов, подробно изображающих экспедицию царицы в таинственную страну, которую она называет «Божественной», или, по другому переводу, «Божьей Землёй». Барельефы Хатшепсут изображают сцены, схожие с библейским описанием визита царицы Савской к царю Соломону. Историки не знают, где в точности находилась эта земля, хотя в настоящее время существует гипотеза, что земля Пунт — территория современного Сомали. Кроме того, можно предположить, что названия «Савея» (на иврите Шева) и «Фивы» — столица Египта в период правления Хатшепсут (др.-греч. Θῆβαι — Теваи) — однозначны.
Британский писатель Ральф Эллис (Ralph Ellis), теории которого ставятся учёными под сомнение, предположил, что царица Савская могла быть супругой фараона Псусеннеса II, который правил Египтом в период жизни Соломона, и чьё имя по-египетски звучало как Pa-Seba-Khaen-Nuit.
Также предпринимались попытки провести аналогию между царицей Савской и китайской богиней Си-ван-му — богиней западного рая и бессмертия, легенды о которой возникли приблизительно в ту же эпоху и имеют схожие черты.

## Образ в искусстве

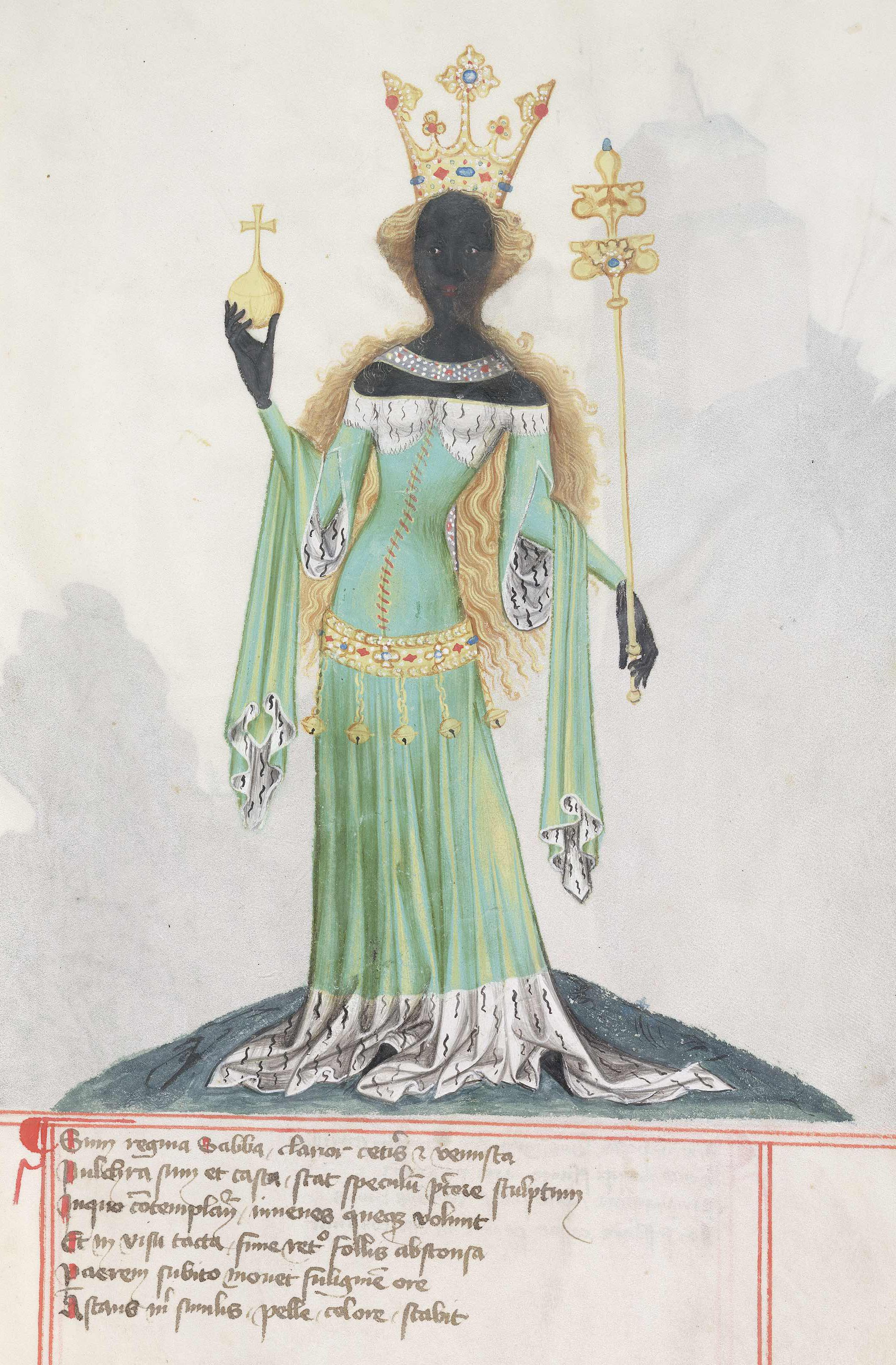
«Царица Савская».
Миниатюра из средневекового немецкого манускрипта

### В изобразительном искусстве
В изобразительном искусстве Западной Европы тема царицы Савской (как и многие другие ветхозаветные сюжеты), особой популярностью не пользовалась. В средневековье царица подчас изображалось негритянкой (хотя на самом деле население Йемена относится к семитской группе), а также упоминаются её изображения с гусиными ногами. Любопытно, что чернокожая царица Савская, как предполагают, могла быть одним из источников возникновения типа т. н. Чёрных Мадонн — икон и статуй, изображающих Богоматерь с чёрным лицом.
Изображения царицы как «Королевы Гусиная Лапа» были впервые описаны историком искусства Жаном Мабильоном ещё в 1682 г. Это были портальные статуи аббатства Сен-Бенинь (Дижон), церкви св. Петра в Невере (Бретань), Сен-Пурсен-сюр-Сьюль (Овернь) и в церкви Девы Марии в Нель-ла-Репост (Шампань). Эти скульптуры не сохранились, будучи разрушены в антиклерикальный период Французской революции.
Рост интереса к царице происходит в эпоху Ренессанса, когда особое внимание уделяется её царственному величию и пышности. Наиболее интересным из всех её изображений является цикл фресок работы Пьеро делла Франческа в церкви Сан-Франческо в Ареццо, посвящённый истории Животворящего Креста, одним из значимых персонажей которой, согласно «Золотой Легенде», являлась царица. Пьеро делла Франческо изобразил её женщиной белой расы в европейских одеждах, несколько раз, в различных ситуациях.

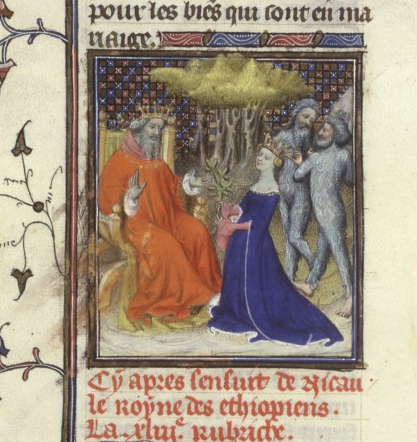
Миниатюра к книге Боккаччо
«Достославные женщины», Франция, XV в.

Гораздо более типичной является не употреблённая Франческо иконография «Встреча Соломона и царицы Савской» с израильским царём, сидящим на троне, царицей, преклонившей колени перед ним, и пышной свитой. Подобная иконография встречается как в средневековых иллюминированных манускриптах, так и в живописи Нового Времени, в частности у Тинторетто, Рубенса и в росписях лоджии Рафаэля. Мотив встречи этих двух правителей иногда служил примером изображения встреч других ветхозаветных персонажей, например, Эсфири и Артаксеркса (иногда даже может возникать сложность в атрибуции сюжета), или даже короля Карла I с супругой. Ряд барочных изображений царицы можно встретить в комплексе росписей Эскориала, в котором прослеживалась тема уподобления этого дворца Храму, а в находящейся там картине Лукаса де Хере «Встреча…» царь Соломон изображён с чертами лица заказчика — испанского короля Филиппа II. Но по большей части её изображения можно найти лишь у малоизвестных художников. Также существует ряд гравюр на эту тему, возникающих начиная с XV века.

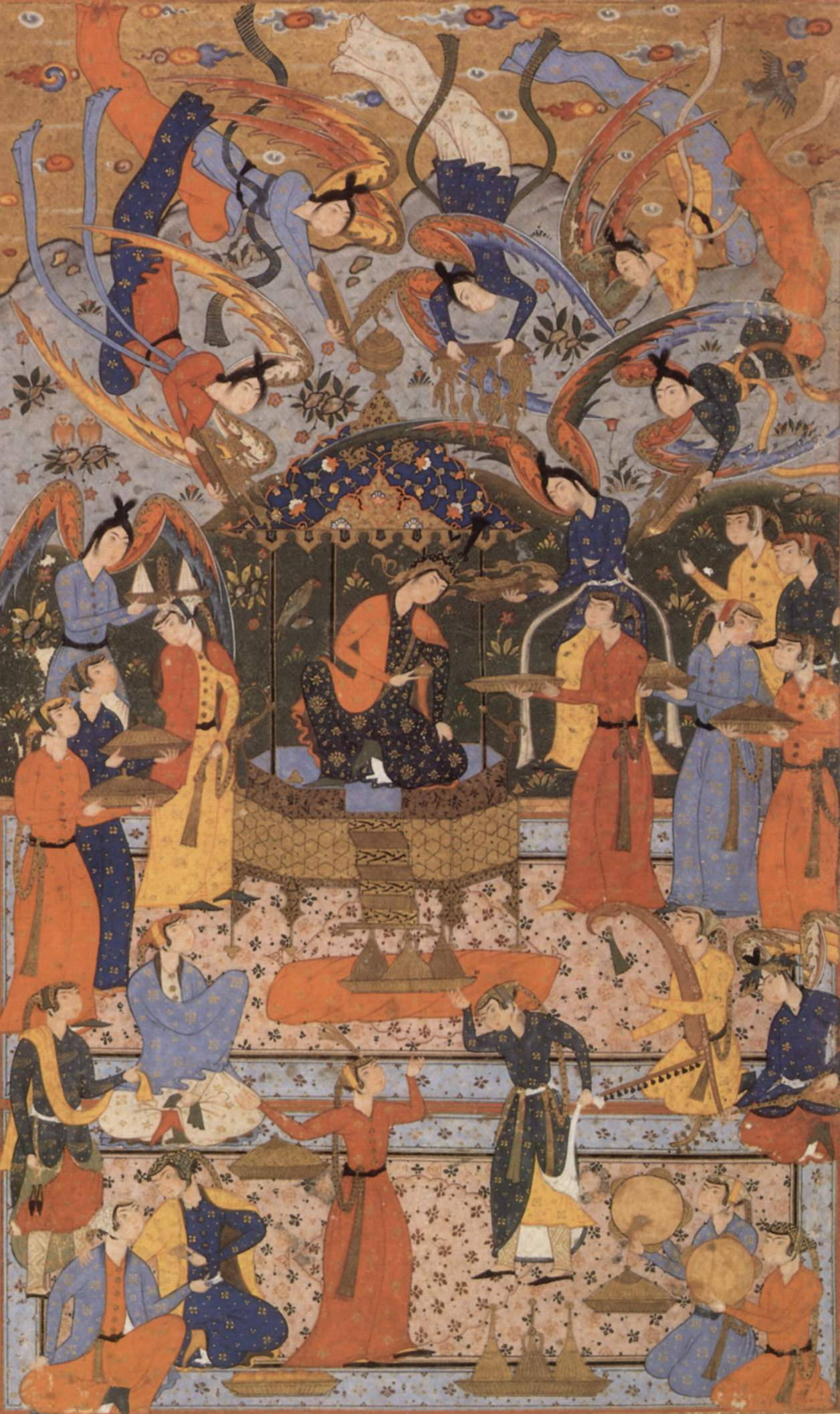
«Царица Савская на троне». Персидская миниатюра XVI в.

Кроме того, существует родство подобного поклонения царицы Савской теме «Поклонения волхвов», благодаря богословской трактовке (см. В Новом Завете). Изображение поклонения волхвов, таким образом, по композиции становилось зеркальным, с точки зрения гендера, повторением встречи Соломона с царицей, где место Соломона занимала дева Мария, а место царицы Савской — волхвы, цари Востока. Маленький же свёрток на руках Богородицы — Иисус, также был царём Иудейским, как и Соломон, его предок. Это сходство ощущалось, и порой подчёркивалось и самими художниками. Так, в картине Босха «Поклонение волхвов» нагрудник второго волхва украшен резным изображением посещения царя Соломона царицей Савской, а ренессансный иллюстратор Джулио Кловио поместил оба этих сюжета на двух страницах одного разворота своего «Часослова Фарнезе». См. также двойной витраж с аналогичным сочетанием.

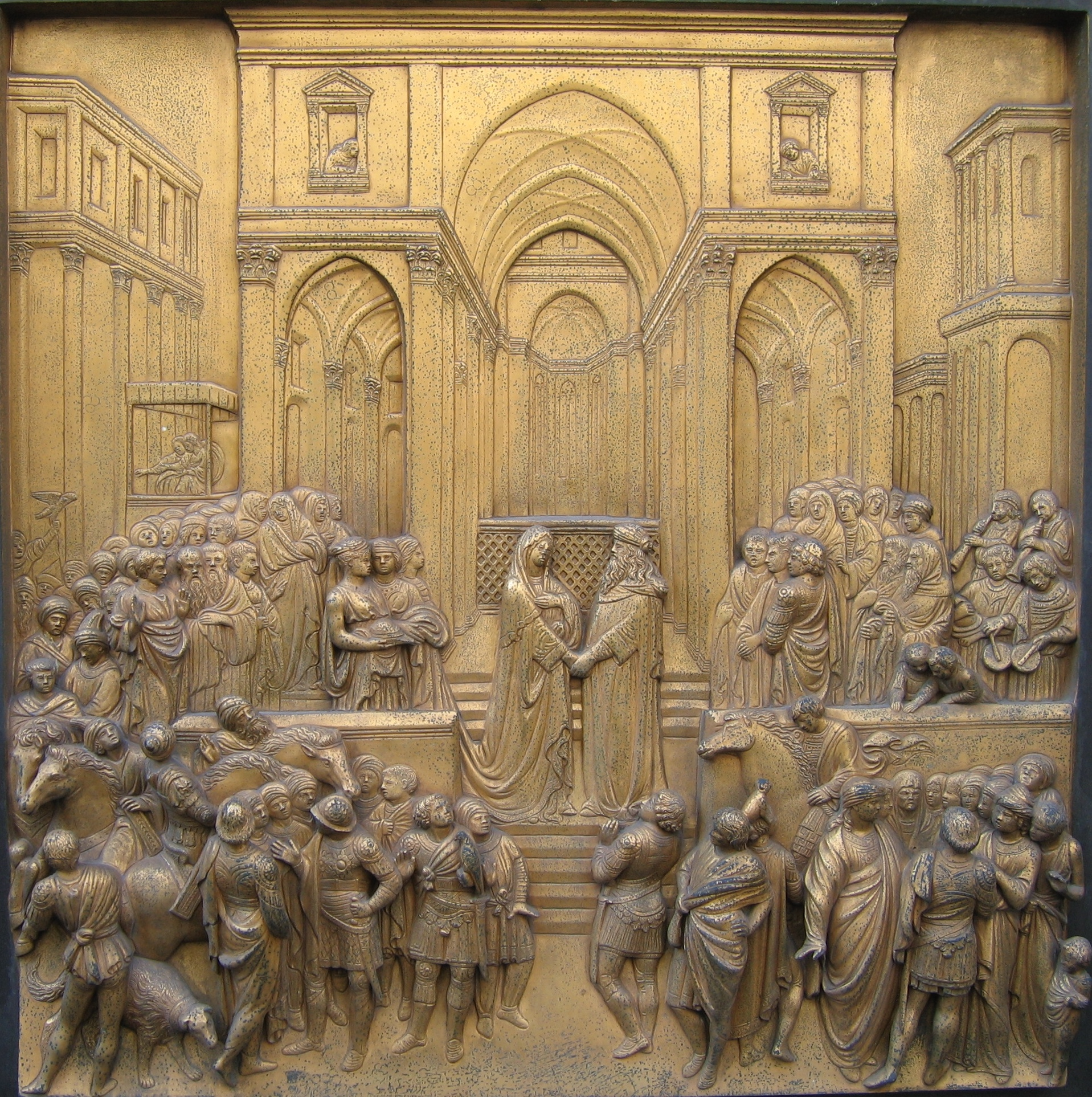
Лоренцо Гиберти. «Райские врата»: Встреча Соломона и царицы Савской

Более редкий вариант — оба монарха изображались как равноправные собеседники — как например, на «Райских вратах» Лоренцо Гиберти или у Франческо дель Коза (обе работы ренессансные), что больше напоминало новозаветные изображения сцен Обручения. Сюжет загадывания царицей загадок, например, с одинаковыми детьми, цветами или яблоками, встречается не так уж часто, в основном в настенных коврах верхнерейнского и эльзасского ареала XV-нач. XVII вв., а также в гравюрах.
C появлением пейзажного жанра сцену прибытия царицы стали включать в ландшафтные полотна, например, Клод Лоррен. Начиная с XIX в. царица, наконец, приобретает образ, более ассоциирующийся с восприятием Востока сегодня. Это приближение к историческому натуроподобию обязано своим возникновением подъёму романтизма с его восхищением ориентализирующей тематикой, вызванной археологическими находками на Ближнем Востоке, включая Йемен. Неожиданно царица Савская встала в один ряд с Далилой, Саломеей и Клеопатрой, превратившись в одну из художественных икон ориентализма, экзотики и чувственности. См. рисунок Эрте в стиле ар-деко.

«Святая Македа, царица Савская». Современная икона

В православной иконописи изображение царицы практически не встречается, если не считать небольших изображений в числе сивилл (см. раздел Волшебница и сивилла). В полоцкой церкви Спасо-Преображения, построенной по заказу Евфросинии Полоцкой, существует фреска XII века «Утро царицы Савской».
А исламское искусство скорее находило удовольствие в простом изображении красивой женщины в её родных краях, подчас без привлечения фигуры Соломона. См. например персидскую миниатюру, изображающую царицу на троне, хотя можно найти и сюжеты встречи с ней Соломона.

### В литературе
- Боккаччо, «О знаменитых женщинах», 1360-е годы;
- Кристина Пизанская, «Книга о Граде женском», 1404—1405 годы;
- Педро Кальдерон, пьеса «Восточная Сибилла, или Великая царица Савы» (впервые поставлена в Мадриде в 1682 году);
- Генрих Гейне упоминает царицу в стихотворении «Принцесса Шабаш» и рассказывает о встрече царя с нею в поэме «Атта Тролль», используя имя Балкаиза[121].
- Роберт Браунинг, поэма «Соломон и Балкис», 1833 год;

- Гюстав Флобер, «Искушение св. Антония» — царица появляется перед святым Антонием в полупрозрачных одеждах в видении, пытаясь сбить его с пути истинного;
- Анатоль Франс, «Валтасар». В новелле фигурирует Балкида, царица Савская, и её возлюбленный — Валтасар, один из евангельских волхвов;[122]
- Ян Потоцкий, в романе «Рукопись, найденная в Сарагосе» говорит, что царица родила Соломону двух дочерей-близняшек, которые были взяты на небо и стали бессмертными, и поделятся вечной жизнью с тем, кого изберут мужем;[123]
- Кнут Гамсун, новелла «Царица Савская»
- Генри Хаггард, «Копи царя Соломона», 1885 год; «Перстень царицы Савской», 1910 год[124];
- Редьярд Киплинг, «Мотылёк, который топнул ногой», 1902 год[125] — двенадцатая и последняя сказка из сборника «Сказки просто так». В ней царицу зовут Балкида, и она — жена Сулеймана-ибн-Дауда.
- Вильям Линдсей, поэма «Царь Соломон и царица Савская», 1917 год;
- Уильям Батлер Йейтс, «Solomon to Sheba», 1918 год[126];
- Жерар де Нерваль, «История о Царице утра и о Сулаймане, повелителе духов»;[127]
- Одноимённая поэма Хаима Бялика (אבש תכלמ)
- Билкис — один из персонажей в книге Нила Геймана «Американские боги» — древнее божество, в условиях современной Америки подрабатывающее проституткой и при этом пожирающее мужчин;
- Артуро Перес-Реверте, роман «Королева Юга» о мексиканке, ставшей наркобароншей, своим названием отсылает к древней владычице;
- Рут Фэйнлайт, поэма «Соломон и Царица Савская», 2002 год[128].

#### В русской литературе
- Александр Куприн, повесть «Суламифь», 1908 год — царь рассказывает своей возлюбленной Суламифи о своих прежних женщинах, в том числе и царице Савской. В изложении Куприна царица жила в Иерусалиме, в связи с Соломоном, но все время прятала ноги, даже во время любовных игр заворачивая их в одежды. Любопытный царь устроил проверку с полом (как в легендах) и увидел, что ноги у царицы обычные, только неимоверно кривые и волосатые. А разгневанная царица сразу после разоблачения собралась и уехала домой, оскорблённая. Соломон послал ей вслед вестника с прекрасным средством для депиляции волос, но царица прислала Соломону обратно его отрубленную голову в мешке. Загадка у Куприна выглядит так: Царица прислала царю Соломону большой алмаз величиною с орех. В камне этом была тонкая, весьма извилистая трещина, которая узким сложным ходом пробуравливала насквозь все его тело. Нужно было продеть в этот алмаз шелковинку. Царь пустил в отверстие шелковичного червя, который, пройдя наружу, оставил за собою следом тончайшую шёлковую паутинку.
- Мирра Лохвицкая, драматическая поэма «На пути к Востоку»[129]: царей зовут Балькис и Саломон, под видом греческого юноши по имени Гиацинт описывается поэт Константин Бальмонт, а Комос — его невеста Е. Андреева, и иносказательно описывается их свадьба. Брошенная Гиацинтом царица Савская несёт автобиографические черты Лохвицкой. Также стихотворение «Царица Савская».
- Игорь Северянин: Балькис — персонаж ряда его стихотворений («Саронская фантазия», «Балькис», «Родель», «Фантазия», «Вина Балькис»). Образ проник в его творчество под влиянием Лохвицкой[130].
- Вячеслав Иванов, стихотворение «Роза царицы Савской» из третьей книги «Cor Ardens».
- Николай Гумилёв, несмотря на то, что некоторое время жил в Эфиопии, о царице стихотворений не писал, хотя использовал её образ опосредованно, например, в «Приглашении в путешествие»[131] а также употребляет в качестве словосочетание абиссинские розы, так как роза была цветком, посвящённым царице[132][133]
- После возвращения философа Владимира Соловьёва из Египта, Фёдор Сологуб по его рассказам сочинил шуточную пьесу «Соловьёв в Фиваиде», в которой Сатана, обеспокоенный религиозным учением философа, подвергает его разным испытаниям. Соловьёв отгадывает загадки Сфинкса, не поддаётся соблазнам семи смертных грехов и посрамляет Царицу Савскую. Выступает он под руку с Козьмой Прутковым[134].

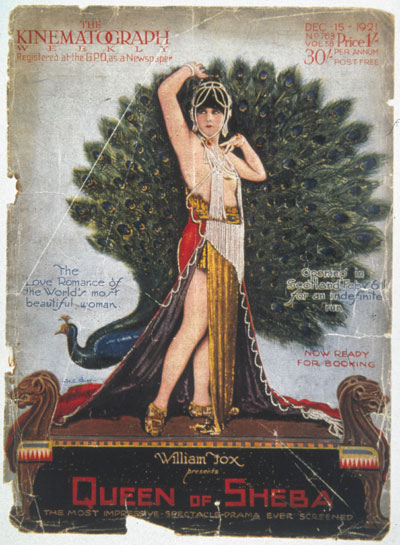
Афиша кинофильма 1921 года

### В музыке
- Шарль Гуно, опера «Царица Савская», премьера в 1862 году;
- Фридрих Гендель, оратория «Соломон», премьера 17 марта 1749 года. Один из наиболее известных фрагментов оратории — «Прибытие царицы Савской», инструментальное вступление к III акту;
- Карл Голдмарк, опера «Царица Савская» (1875)[135];
- Отторино Респиги, балет «Белкис — царица Савская» (1930—1931): царица Савская танцует наподобие Саломеи.

### В кинематографе
- «Царица Шебы» (1921), в роли царицы Бетти Блайт;
- «Царица Савская» (1952);
- «Соломон и Шеба» (1959), в ролях Юл Бриннер и Джина Лоллобриджида;
- «Царица Шебы встречает Атомного человека» (1963), в ролях Джудит Малина, Тейлор Мид;
- «Соломон и Шеба» (1995), телефильм, в ролях Хэлли Берри, Джимми Смитц;
- «Соломон» (1997), телефильм, в роли царицы Вивика А. Фокс;
- «Три тысячи лет желаний» (2022), в роли царицы Аамито Лагум.

## В фалеристике и нумизматике
В честь царицы Савской в 1922 году в Эфиопии императрицей Заудиту был учреждён Орден Царицы Савской пяти степеней, изначально предназначавшийся для дам королевской крови. Среди кавалеров ордена были: королева Мария (супруга английского короля Георга V), президент Франции Шарль де Голль, президент США Дуайт Эйзенхауэр, герцог Филипп Эдинбургский, император Центрально-Африканской империи Бокасса, королева Греции Фредерика, принц Иорданский Мохаммед бин Талал и принц Нидерландов Бернгард. В 1974 году орден был упразднён, однако сохранился как династическая награда Эфиопской императорской династии.
В 2002 году в Сомали были отчеканены монеты номиналом в 100 шиллингов с изображением царицы Савской, хотя с этой страной её не связывают никакие легенды.

## В астрономии
В честь царицы названо два астероида: (585) Билкис, открытый в 1906 году и (1196) Шеба, открытый в 1931 году.

## В ботанике
В честь царицы названо два вида орхидей, оба — эндемики Западной Австралии: Queen of Sheba и Northern Queen of Sheba.